# Black Lives Matter

Logo, das oft für die Black-Lives-Matter-Bewegung verwendet wird

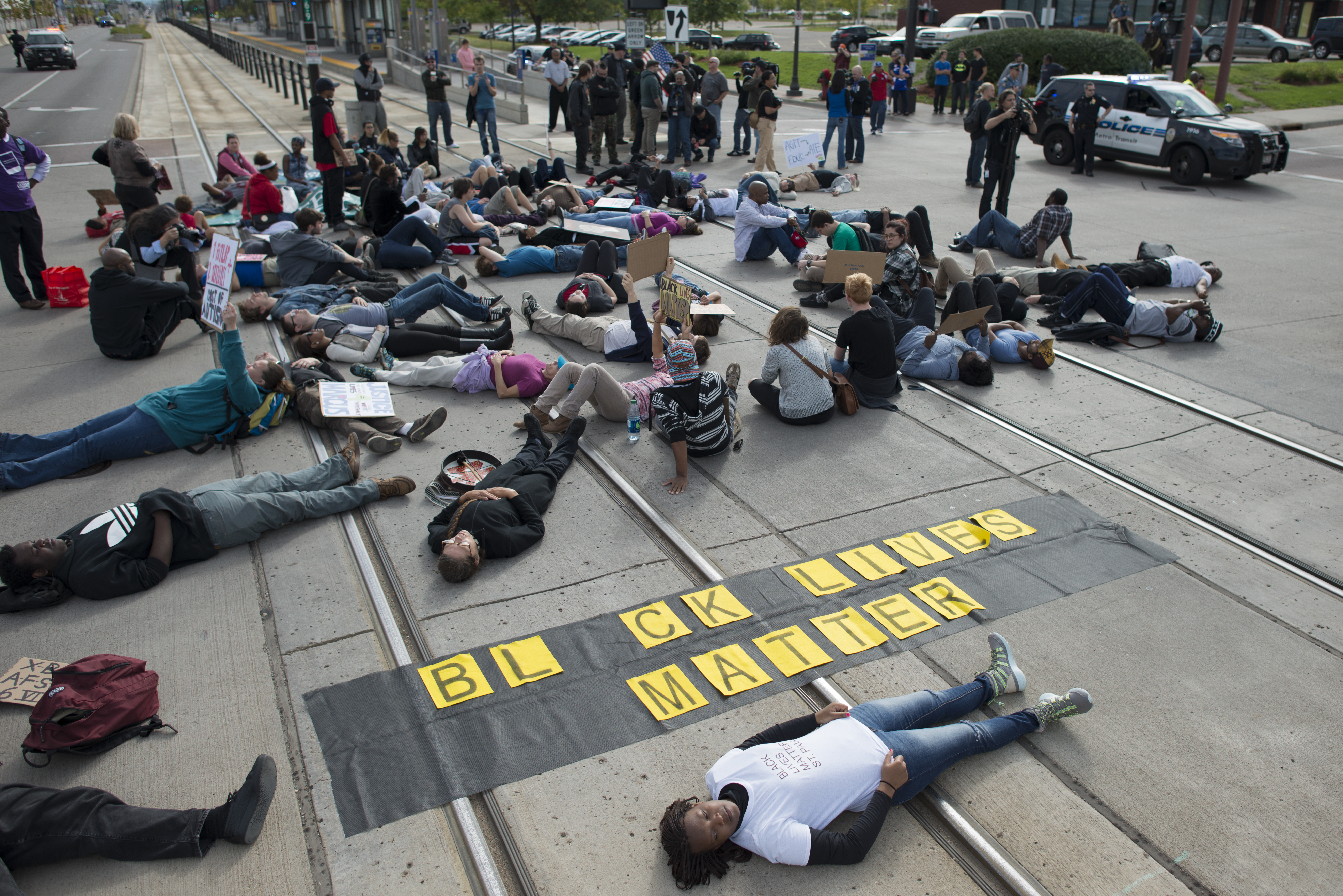
Die-in-Protest von Black Lives Matter gegen die Brutalität der Polizei-Behörde in Saint Paul, Minnesota

Black Lives Matter (BLM, englisch für Schwarze Leben zählen) ist eine transnationale Bewegung, die in den Vereinigten Staaten entstanden ist und sich gegen Gewalt gegen Schwarze bzw. People of Color einsetzt. Sie organisiert regelmäßig Proteste gegen die Tötung Schwarzer durch Polizeibeamte und zu anderen Problemen wie Racial Profiling, Polizeigewalt und Rassismus.
Die Bewegung wurde 2013 von drei schwarzen Frauen gegründet. Nach dem Tod des afroamerikanischen Teenagers Trayvon Martin und dem folgenden Freispruch des Schützen verbreitete sich das Hashtag #BlackLivesMatter in den sozialen Medien. BLM wurde 2014 durch Demonstrationen bekannt, die auf die Todesfälle zweier Afroamerikaner folgten: Michael Brown, nach dessen Tod es zu Unruhen in Ferguson, Missouri, kam, und dem Tod von Eric Garner in New York City.
Seit den Protesten in Ferguson haben Teilnehmer der Bewegung gegen die Todesfälle mehrerer anderer Afroamerikaner durch Polizeiaktionen oder in Polizeigewahrsam demonstriert, unter anderem George Floyd, Tamir Rice, Walter Scott, Ahmaud Arbery und Breonna Taylor. Im Sommer 2015 begann Black Lives Matter, öffentlich Politiker aufzufordern – unter anderem während der Präsidentschaftswahl in den Vereinigten Staaten 2016 – ihre Haltung zu BLM-Angelegenheiten darzulegen. Die Bewegung ist ein dezentralisiertes Netzwerk und hat keine formale Hierarchie oder Struktur, auch wenn es Versuche gibt, dies zu ändern.

## Organisation

### Gründung

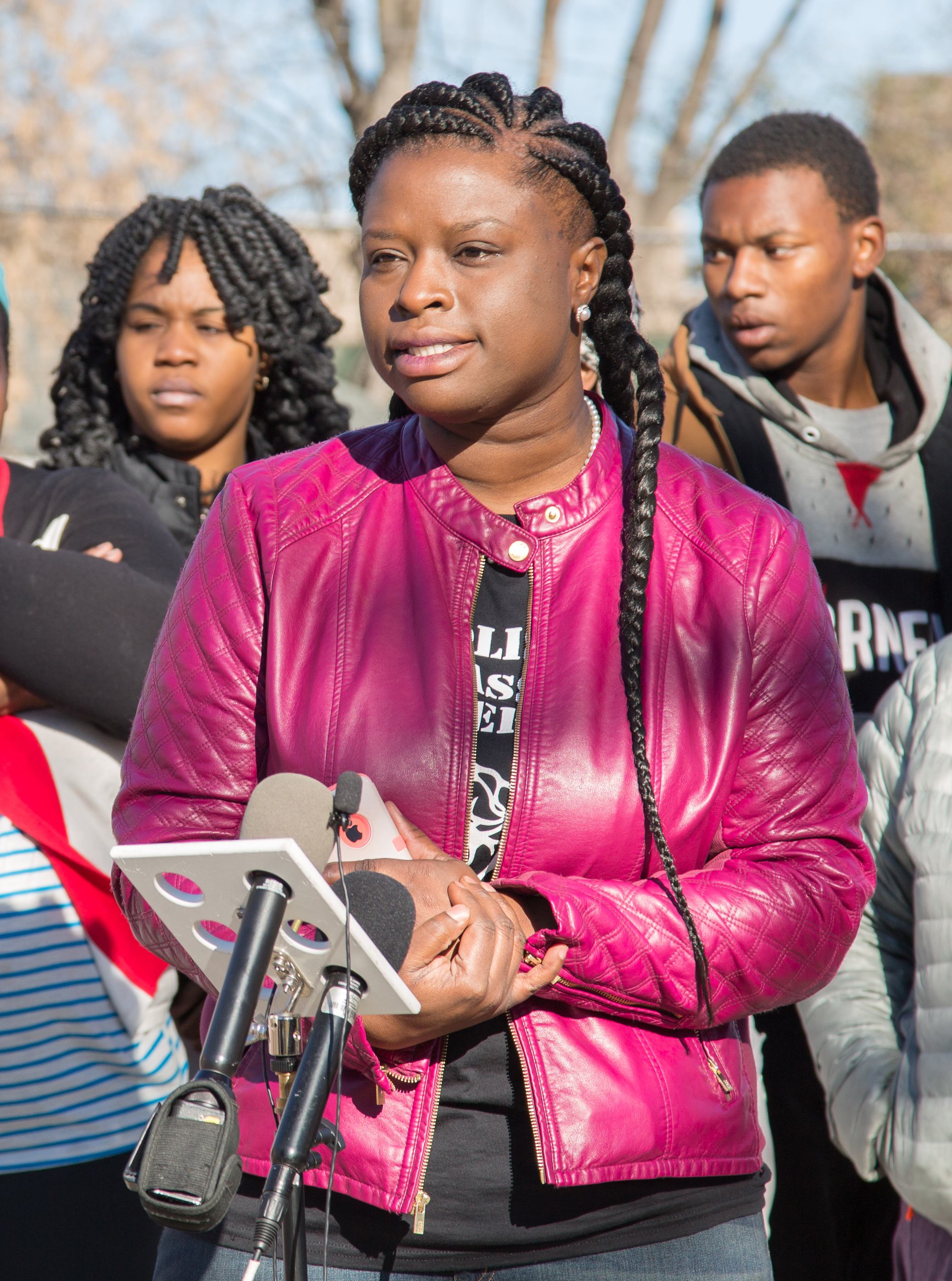
Nekima Levy-Pounds spricht während einer Black-Lives-Matter-Demonstration in Minneapolis.

Im Sommer 2013, nach George Zimmermans Freispruch für die Tötung von Trayvon Martin, begann die Bewegung mit dem Hashtag #BlackLivesMatter. Die Bewegung wurde durch drei Aktivistinnen der schwarzen Gemeinschaft mitbegründet: Alicia Garza, Patrisse Cullors und Opal Tometi. BLM ließ sich von der US-amerikanischen Bürgerrechtsbewegung der Afroamerikaner inspirieren sowie von der Black-Power-Bewegung, der Black-Feminism-Bewegung der 1980er, Panafrikanismus, der Anti-Apartheid-Bewegung, Hip-Hop, der Lesben- und Schwulenbewegung und Occupy Wall Street.
Garza, Cullors und Tometi trafen sich durch Black Organizing for Leadership & Dignity (BOLD), eine nationale Organisation, die Community Organizers ausbildet. Sie begannen zu hinterfragen, wie auf die Entwertung der Leben Schwarzer durch den Freispruch Zimmermans zu reagieren sei. Garza schrieb einen Facebook-Post mit dem Titel A Love Note to Black People, in dem sie schrieb: „Our Lives Matter, Black Lives Matter.“ Cullors antwortete: „#BlackLivesMatter“. Tometi verstärkte die Bewegung durch ihre Unterstützung, und die Online-Kampagne Black Lives Matter war geboren.
Im August 2014 organisierten BLM-Mitglieder nach dem Tod von Michael Brown ihren ersten nationalen Protest in der Form eines Black Lives Matter Freedom Ride nach Ferguson, Missouri. Mehr als fünfhundert Mitglieder reisten an, um an friedlichen Demonstrationen teilzunehmen. Von den vielen Gruppen, die nach Ferguson gekommen waren, entwickelte sich Black Lives Matter als eine der bestorganisierten und sichtbarsten Gruppen und gewann nationale Anerkennung als Symbol für die entstehende Bewegung. Seit August 2014 hat BLM mehr als eintausend Demonstrationen organisiert. Am Black Friday im November 2014 veranstaltete die Bewegung Demonstrationen in Geschäften und Einkaufszentren quer durch die Vereinigten Staaten von Amerika.

### Weitere Entwicklung
Nach dem Tod von Freddie Gray in Baltimore 2015 entwickelten schwarze Aktivisten rund um die Welt Reformversuche nach dem Modell von Black Lives Matter und dem Arabischen Frühling. Diese internationale Bewegung wurde auch Black Spring genannt. Es wurden auch Verbindungen zu anderen parallelen internationalen Bewegungen wie die Bemühungen um die Emanzipation der Dalit geschaffen. Durch Aktivismus an US-amerikanischen Universitäten, zum Beispiel den Protesten an der University of Missouri im Jahr 2015, entwickelte sich BLM über Straßenproteste hinaus und gewann an Wichtigkeit.
2015 gab es mindestens 23 Black-Lives-Matter-Ortsverbände in den USA, Kanada und Ghana. Im September 2016 gab es Gruppen (Chapter) der Organisation in etwa 40 US-amerikanischen Städten.
Das Black-Lives-Matter-Netzwerk ist Mitglied des Movement for Black Lives, eines Bündnisses verschiedener sozialer und politischer Organisationen der schwarzen amerikanischen Bevölkerung. Die finanziellen und buchhalterischen Angelegenheiten von BLM werden von der Non-Profit-Organisation International Development Exchange in San Francisco gemanagt, die im Steuerjahr 2015 zwei Millionen Dollar Spenden verbuchte.
Ende 2020 spalteten sich zehn lokale BLM-Verbände von der nationalen Organisation ab und warfen der nunmehr alleinigen verbleibenden Gründerin Patrisse Cullors – die beiden anderen Gründerinnen waren zu dem Zeitpunkt nicht mehr in der Bewegung aktiv – vor, im Rahmen der von ihr gegründeten Black Lives Matter Global Network Foundation die bisher lose, basisorientierte Struktur von Black Lives Matter in einem nationalen Verband mit ihr selbst an der Spitze zentralisieren zu wollen. Cullors habe sich ohne Rücksprache mit Aktivisten der Basis zur Vorsitzenden (Executive Director) eines nationalen Verbandes ernannt, der für sich in Anspruch nehme, für die gesamte Black-Lives-Matter-Bewegung zu sprechen.

### Taktik

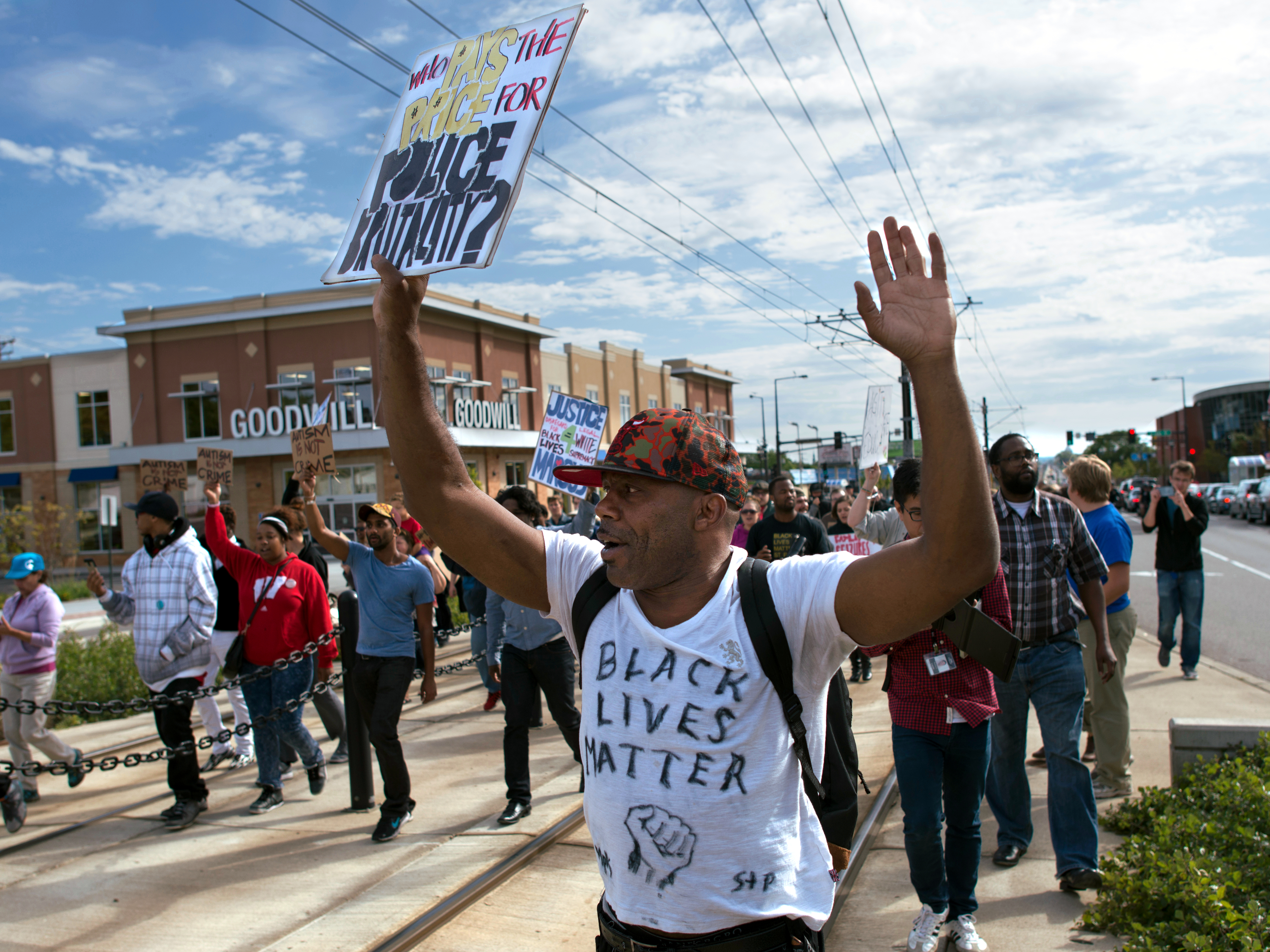
Black-Lives-Matter-Proteste gegen Polizeibrutalität in St. Paul, Minnesota.

Black Lives Matter nutzten ursprünglich Social Media – inklusive Hashtag-Aktivismus – um tausende Menschen gleichzeitig zu erreichen. Seither haben Black Lives Matter eine Vielzahl an Taktiken in ihre Aktivitäten mit einbezogen. BLM nehmen im Allgemeinen die Taktik der Direkten Aktion an, die darauf beruhen, unbequem zu sein, so dass die Menschen sich mit dem vorliegenden Problem beschäftigen müssen. Zum Beispiel sind BLM auch bekannt dafür, Stärke durch Proteste zu erreichen. BLM führten Kundgebungen und Märsche durch, unter anderem zum Tod von Corey Jones in Palm Beach, Florida. BLM hat zudem Die-ins veranstaltet und einen solchen während des 2015 Twin Cities Marathon abgehalten.
Politische Slogans, die während der Demonstrationen gebraucht werden, sind unter anderem das namengebende „Black Lives Matter“, „Hands up, don’t shoot“ („Hände hoch, nicht schießen“; ein Verweis auf den Todesfall von Michael Brown), „I can’t breathe“ („Ich kann nicht atmen“; bezugnehmend auf den Tod von Eric Garner und George Floyd), „White silence is violence“ („Weißes Schweigen ist Gewalt“), „No justice, no peace“ („Keine Gerechtigkeit, kein Frieden“), und „Is my son next?“ („Ist mein Sohn der Nächste?“).
Die meisten Demonstranten grenzen sich aktiv von der älteren Generation der schwarzen Bürgerrechtler, wie Al Sharpton, ab, durch ihre Abneigung gegenüber Mittelklasse-Traditionen wie eine Einbindung in die schwarzen Kirchen, Loyalität zur Demokratischen Partei sowie die Politik der Respektabilität.

### Philosophie

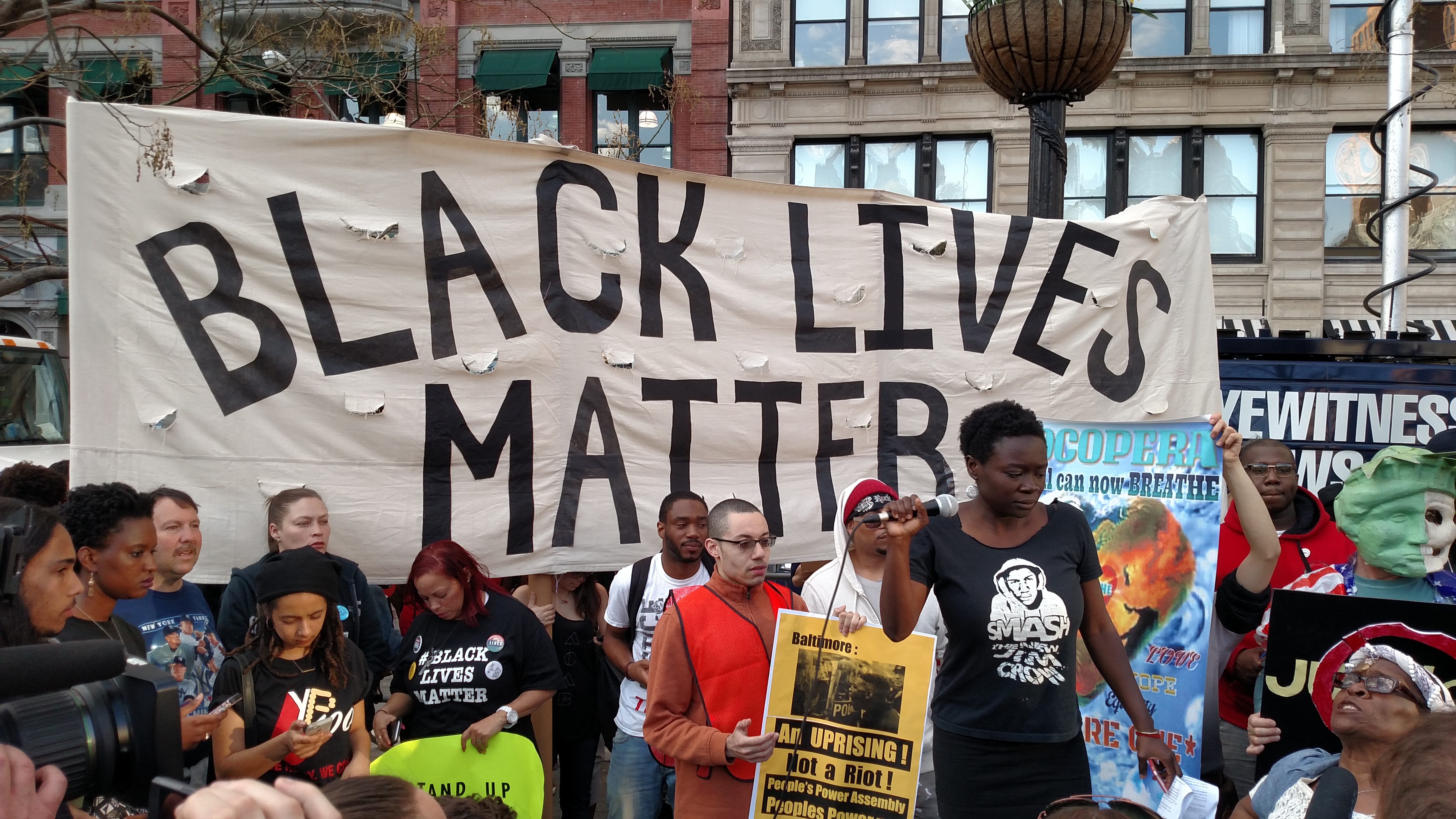
Black-Lives-Matter-Demonstration am Union Square, Manhattan, New York City

Black Lives Matter bezieht jene Menschen mit ein, die traditionell Randfiguren der schwarzen Freiheitsbewegung waren. Die Webseite der Organisation legt beispielsweise dar, dass Black Lives Matter ein einzigartiger Beitrag ist, der über die extralegalen Hinrichtungen Schwarzer durch die Polizei und die Bürgerwehr hinausgeht und dass Black Lives Matter – die Intersektionalität begrüßend – die Leben der schwarzen LGBT-Gemeinschaft, Behinderter, illegaler Einwanderer, Vorbestrafter und von Frauen bejaht, ebenso alle schwarzen Leben quer über das gesamte Geschlechterspektrum.
Die Gründerin Alicia Garza fasste die Philosophie hinter Black Lives Matter folgendermaßen zusammen:

“When we say Black Lives Matter, we are talking about the ways in which Black people are deprived of our basic human rights and dignity. It is an acknowledgement Black poverty and genocide is state violence. It is an acknowledgment that 1 million Black people are locked in cages in this country–one half of all people in prisons or jails–is an act of state violence. It is an acknowledgment that Black women continue to bear the burden of a relentless assault on our children and our families and that assault is an act of state violence. Black queer and trans folks bearing a unique burden in a hetero-patriarchal society that disposes of us like garbage and simultaneously fetishizes us and profits off of us is state violence; the fact that 500,000 Black people in the US are undocumented immigrants and relegated to the shadows is state violence; the fact that Black girls are used as negotiating chips during times of conflict and war is state violence; Black folks living with disabilities and different abilities bear the burden of state-sponsored Darwinian experiments that attempt to squeeze us into boxes of normality defined by White supremacy is state violence. And the fact is that the lives of Black people—not ALL people—exist within these conditions is consequence of state violence.”

„Wenn wir sagen ‚Black Lives Matter‘, sprechen wir über die Art und Weise, wie wir Schwarze grundlegender Menschenrechte und Menschenwürde beraubt werden. Damit wird bestätigt, dass die Armut unter Schwarzen und Genozid staatlich sanktionierte Gewalt ist. Es wird bestätigt, dass eine Million schwarzer Menschen, die in diesem Land in Käfigen eingesperrt sind – die Hälfte aller Menschen in Gefängnissen –, Ausdruck staatlich sanktionierter Gewalt ist. Es wird bestätigt, dass schwarze Frauen weiterhin die Bürde eines unerbittlichen Angriffs auf unsere Kinder und unsere Familien tragen, und dass dieser Angriff staatlich sanktionierte Gewalt ist. Schwarze Homosexuelle und Transsexuelle tragen eine besondere Last in einer hetero-patriarchischen Gesellschaft, die sich unserer wie Müll entledigt und uns gleichzeitig zum Fetisch erklärt und aus uns Profit schlägt, auch dies ist staatlich sanktionierte Gewalt; die Tatsache, dass 500.000 Schwarze in den USA illegale Einwanderer sind und ins Abseits verbannt werden, ist staatlich sanktionierte Gewalt; die Tatsache, dass schwarze Mädchen während Konflikten und in Zeiten des Krieges als Tauschwährung genutzt werden, ist staatlich sanktionierte Gewalt; Schwarze mit Behinderungen und andersartigen Fähigkeiten tragen die Last staatlich gesponserter darwinistischer Experimente, die uns in Kategorien der Normalität zu zwängen versuchen, die von der White Supremacy definiert wurden, auch dies ist staatlich sanktionierte Gewalt. Und die Tatsache, dass die Leben Schwarzer – nicht die Leben ALLER – unter diesen Bedingungen existieren, ist das Resultat von staatlich sanktionierter Gewalt.“

### Einfluss

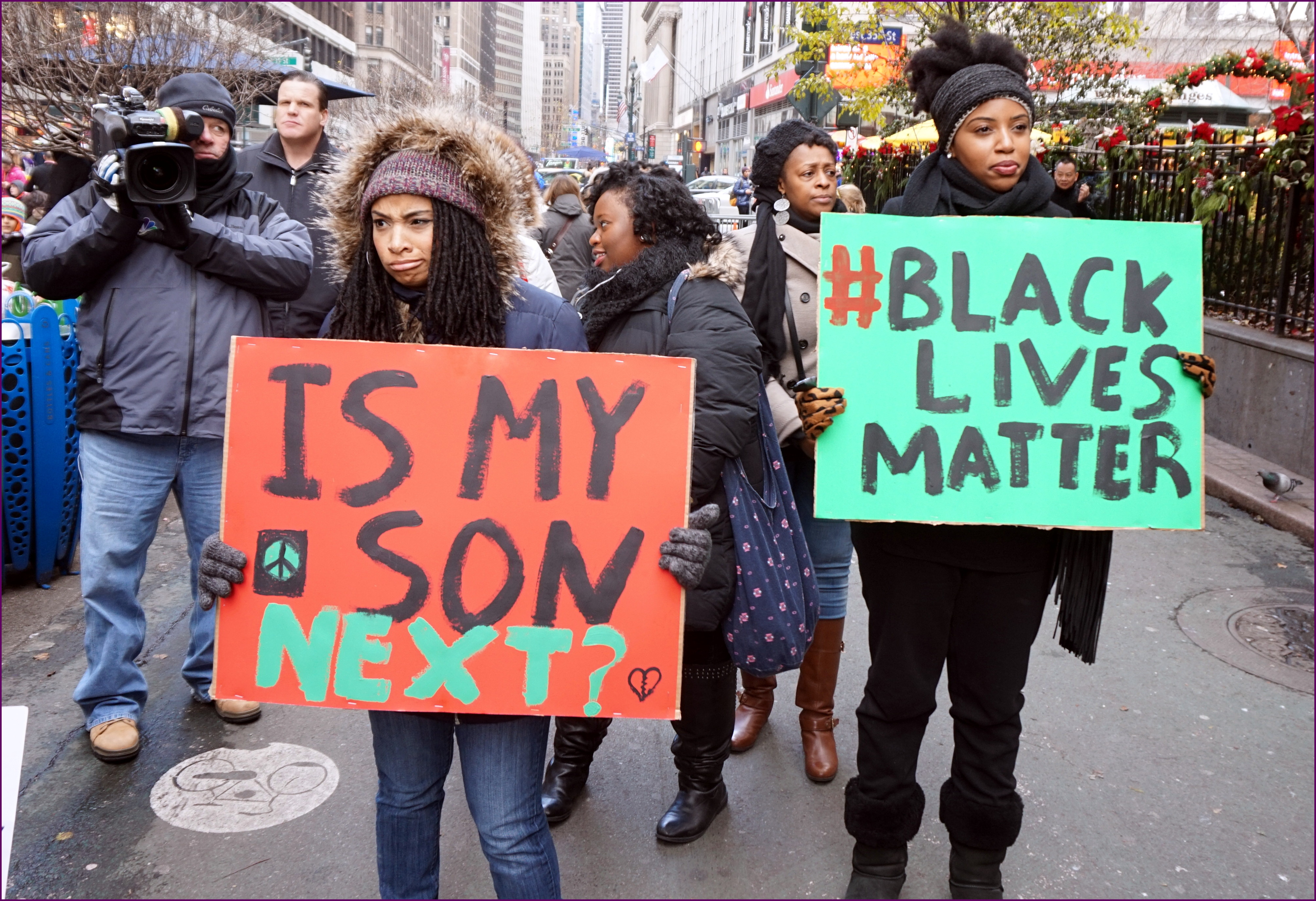
BLM-Demonstranten am Herald Square

Im Jahr 2014 wählte die American Dialect Society #BlackLivesMatter als ihr Wort des Jahres. Mehr als 1100 schwarze Professoren verliehen ihrer Unterstützung für BLM Ausdruck. Einige Medienunternehmen nannten BLM „eine neue Bürgerrechtsbewegung“. #BlackLivesMatter wurde zu einem der zwölf Hashtags, die 2014 die Welt veränderten, gewählt.
2015 verlieh Serena Williams ihrer Unterstützung für Black Lives Matter Ausdruck, als sie an BLM schrieb: „Keep it up. Don’t let those trolls stop you. We’ve been through so much for so many centuries, and we shall overcome this too.“ (Deutsch „Macht weiter so. Lasst euch nicht von diesen Trollen stoppen. Wir haben über so viele Jahrhunderte so viel durchgemacht und wir werden auch das hier überwinden.“) Als Teil einer Generalversammlung verabschiedete die Unitarian Universalist Church eine Resolution, die BLM unterstützt, und veranstaltete ein Die-in in Portland, Oregon. Patrisse Cullors, Opal Tometi und Alicia Garza waren – als „Die Frauen von #BlackLivesMatter“ – von The Advocate zu einem von neun Vizemeistern in der Kategorie „Person of the Year“ (Deutsch „Person des Jahres“) ernannt. Die Februar-Ausgabe der Zeitschrift Essence und das zugehörige Cover waren Black Lives Matter gewidmet. Im Dezember 2015 wurde Black Lives Matter als Kandidat für die Auszeichnung „Person of the Year“ von „Time“ ausgewählt. Angela Merkel erhielt den Preis, während BLM den vierten Platz unter den acht Kandidaten belegte.
Am 30. Januar 2021 wurde Black Lives Matter mit dem Olof-Palme-Preis ausgezeichnet. Patrisse Cullors nahm die Auszeichnung stellvertretend für die Bewegung entgegen. Ebenfalls im Januar 2021 wurde bekannt, dass Black Lives Matter für den Friedensnobelpreis vorgeschlagen wurde.
Anlässlich des fünften Jahrestages der Tötung von George Floyd konstatierten Experten wie Yohuru Williams und Kimberlé Crenshaw, dass die Black-Lives-Matter-Bewegung viele ihrer Ziele nicht erreicht habe. Sie bezogen sich dabei vor allem auf eine von US-Präsident Joe Biden angestrebte Polizeireform, die im Kongress scheiterte, und das während der zweiten Präsidentschaft von Donald Trump spürbar kleiner gewordene Interesse der Regierung gegen rassitisch motivierte Polizeigewalt vorzugehen.

### Black Trans Lives Matter
Inspiriert durch die Black-Lives-Matter-Bewegung begann „Black Trans Lives Matter“ als ein Hashtag auf Twitter, um auf die Morde von schwarzen Trans-Personen, insbesondere Trans-Frauen, aufmerksam zu machen. Es wurde angeführt, diese Personen bekämen eine zu geringe Aufmerksamkeit. Zum ersten Mal wurde er August 2013 als Reaktion auf den Mord an der Transfrau Islan Nettle verwendet.
Der „Black Trans Lives Matter“-Marsch „Brooklyn Liberation“ am 14. Juni 2020 wurde von einem Mitorganisator auf 15.000 Teilnehmer geschätzt.

## Bedeutende Proteste und Demonstrationen

### 2014

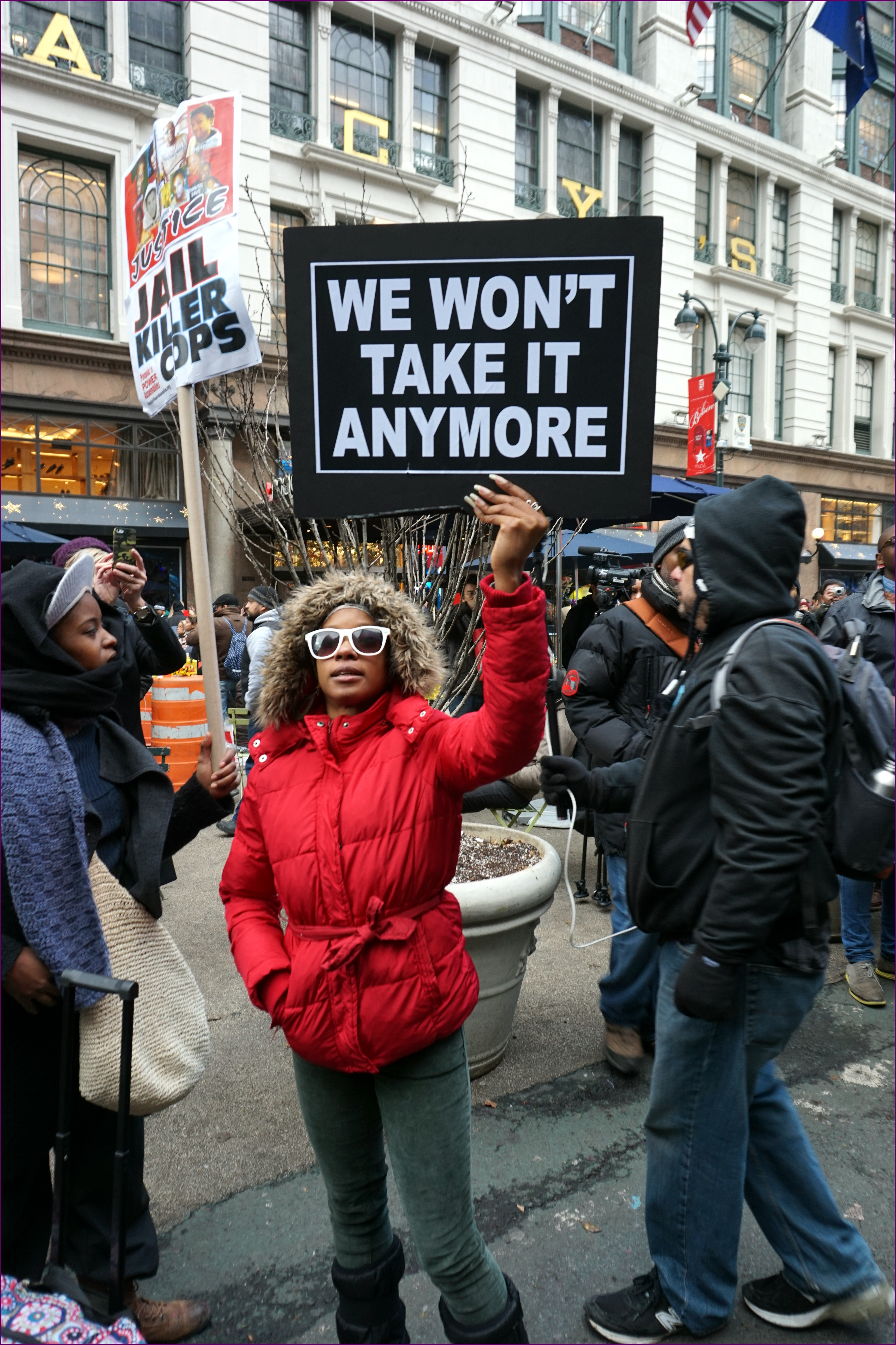
Black-Lives-Matter-Protestierender am Herald Square

Im August, während des Labor-Day-Wochenendes, organisierte Black Lives Matter einen „Freedom Ride“, der mehr als 500 Afroamerikaner von überall aus den Vereinigten Staaten nach Ferguson, Missouri, brachte, um die Basisarbeit der lokalen Verbände zu unterstützen. Black-Lives-Matter-Mitglieder und Unterstützer reisten aus New York City, Newark, Boston, Chicago, Columbus, Miami, Detroit, Houston, Oakland, San Francisco, Los Angeles, Nashville, Portland, Tucson, Washington, D.C. und weiteren Städten an, auf eine ähnliche Art und Weise wie die Freedom Riders in den 1960er Jahren. Die Bewegung war generell in den Unruhen in Ferguson involviert, die auf den Tod von Michael Brown folgten. 2015 reichten Demonstranten und Journalisten einer Kundgebung in Berkeley eine Klage wegen „verfassungswidriger Polizeiattacken“ auf Kundgebungsteilnehmer ein.
Im November hielten Black-Lives-Matter-Aktivisten in Oakland, Kalifornien am Black Friday, einem der größten Einkaufstage des Jahres, einen Zug des Bay Area Rapid Transit (BART) an, um „business as usual“ (deutsch „Normalbetrieb“) zu stoppen.
Im Dezember versammelten sich zwei- bis dreitausend Menschen an der Mall of America in Bloomington, Minnesota, um gegen die Tötungen zweier unbewaffneter schwarzer Männer durch die Polizei zu protestieren. Mindestens zwanzig Teilnehmer eines Protests, der den Slogan benutzte, wurden verhaftet. In Milwaukee protestierten BLM gegen die Tötung von Dontre Hamilton, der im April starb. Black Lives Matter protestierten gegen die Tötung von John Crawford III. Black Lives Matter protestierten gegen die Tötung von Renisha McBride.

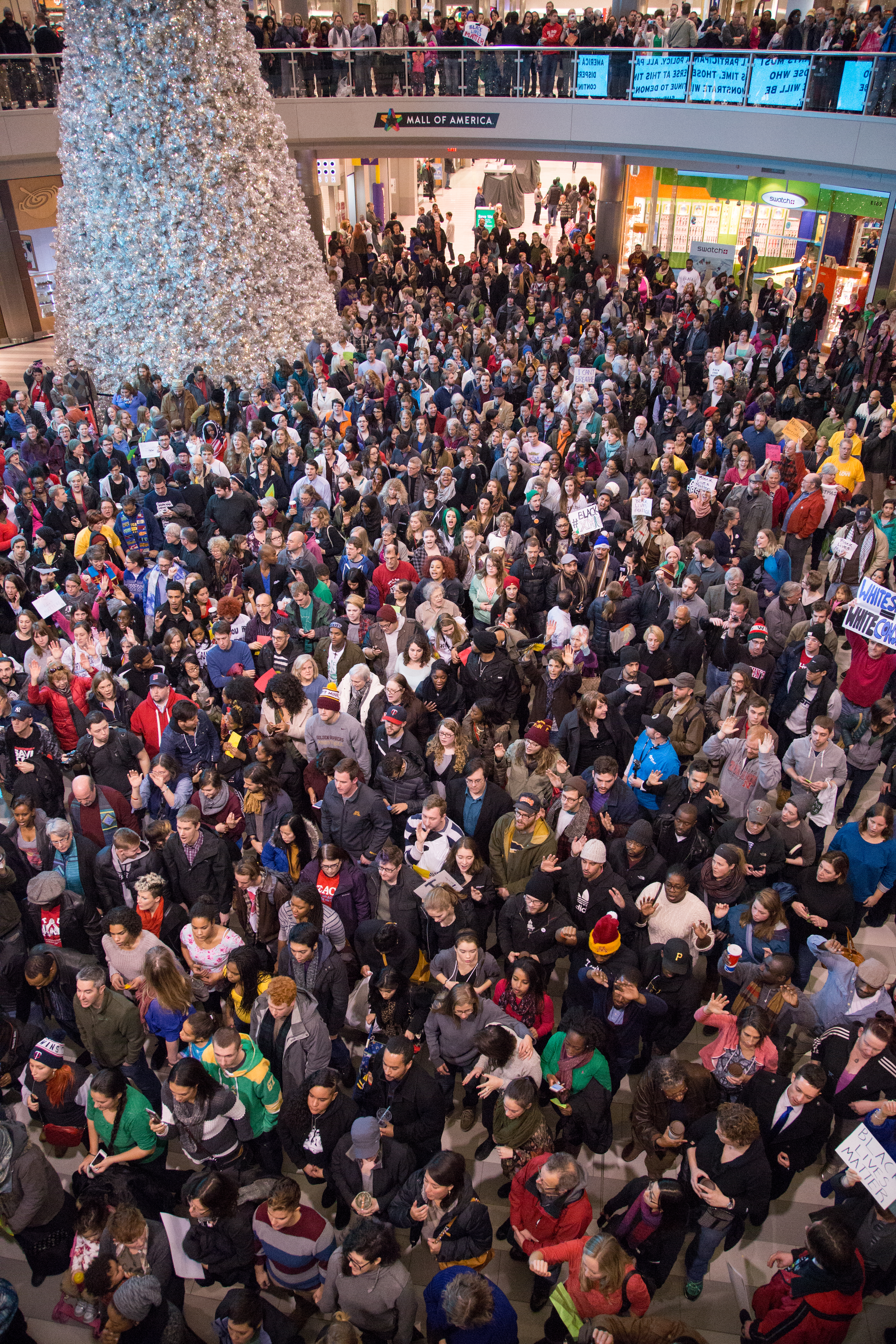
Ein Black Lives Matter-Protest gegen Polizeibrutalität in der Rotunde der Mall of America in Bloomington, Minnesota

### 2015
Im März protestierten Aktivisten von „BLM“ vor dem Amtssitz des Bürgermeisters von Chicago, Rahm Emanuel, und forderten Reformen innerhalb des Polizeidepartments von Chicago. In Cobb County, Georgia, protestierte die Bewegung gegen den Todesfall von Nicholas Thomas, der von der Polizei erschossen wurde.
Im April protestierten Aktivisten von Black Lives Matter überall in den Vereinigten Staaten gegen den Todesfall von Freddie Gray, unter anderem in Baltimore. Black-Lives-Matter-Organisatoren unterstützten aus Solidarität den Streik der Fast-Food-Arbeiter und widersetzten sich gegen Rasseneinkommensungerechtigkeit. Am 14. April protestierten Aktivisten in verschiedenen Städten in den Vereinigten Staaten. In Zion, Illinois protestierten mehrere hundert Menschen gegen die Tötung von Justus Howell. Nach dem Todesfall von Walter Scott forderte die Bewegung eine Aufsicht über die Polizei durch die Bevölkerung.
Im Mai war ein Protest von Black Lives Matter in San Francisco Teil eines nationalen Protests, der die Tötung von schwarzen Frauen und Mädchen durch die Polizei anprangerte, unter anderem die Todesfälle von Meagan Hockaday, Aiyana Jones, Yvette Smith, Rekia Boyd. In Cleveland, Ohio, protestierte die Bewegung, nachdem ein Polizist im Fall der Tötung von Timothy Russell und Malissa Williams freigesprochen worden war. In Madison (Wisconsin) protestierte BLM, nachdem ein Polizist im Fall der Tötung von Tony Robinson nicht angeklagt worden war.
Im Juni, nach dem Anschlag in Charleston auf eine traditionell schwarze Kirche, gab BLM eine Stellungnahme heraus, die das Attentat als einen Terrorakt verurteilten. Überall in den Vereinigten Staaten demonstrierte BLM und hielt für mehrere Tage nach dem Anschlag Mahnwachen. BLM war Teil von zwanzigtausend Menschen, die auf der Arthur-Ravenel-Jr.-Brücke in South Carolina für Frieden demonstrierten. Nach dem Attentat in Charleston wurden mehrere Denkmäler der Konföderierten Staaten von Amerika mit „Black Lives Matter“-Graffiti und anderweitig beschädigt. Die Bewegung protestierte, nachdem ein Video veröffentlicht worden war, das einen Polizisten zeigte, der an einer Pool-Party in McKinney (Texas), ein Mädchen mit seinen Knien zu Boden drückte.
Im Juli legte BLM die W. R. Allen Road in Toronto lahm, während man gegen die Tötungen zweier schwarzer Männer, Andrew Loku und Jermaine Carby, durch die Polizei in der Umgebung von Toronto protestierte. BLM-Aktivisten in den ganzen USA begannen anlässlich des Todes von Sandra Bland zu protestieren, einer Afroamerikanerin, die angeblich erhängt in einer Gefängniszelle in Waller County (Texas) gefunden worden war. In Cincinnati (Ohio) veranstaltete BLM Kundgebungen und Proteste anlässlich des Todes von Samuel DuBose, nachdem dieser durch einen University-of-Cincinnati-Polizisten erschossen worden war. In Newark (New Jersey) marschierten über eintausend BLM-Aktivisten gegen Polizeibrutalität, Rassenungerechtigkeit und wirtschaftliche Ungerechtigkeit.
Im August veranstalteten BLM-Organisatoren eine Kundgebung in Washington, D.C., in deren Kontext sie ein Ende der Gewalt gegen Trans-Frauen forderten. In St. Louis (Missouri) protestierten BLM-Aktivisten gegen den Tod von Mansur Ball-Bey, der durch die Polizei erschossen worden war. In Charlotte (North Carolina) protestierte BLM und organisierte ein Die-in, nachdem ein Richter einen Prozess gegen einen weißen Polizisten aus Charlotte, der einen unbewaffneten, schwarzen Mann, Jonathan Ferrell, getötet hatte, für fehlerhaft erklärt hatte. In Philadelphia (Pennsylvania) marschierten Janelle Monáe, Jidenna und weitere BLM-Aktivisten durch North Philadelphia, um auf Polizeibrutalität und „Black Lives Matter“ aufmerksam zu machen. Um den 9. August, dem ersten Jahrestag der Tötung von Michael Brown, veranstalteten BLM Kundgebungen, Märsche und hielten Mahnwachen in St. Louis und an anderen Orten in den USA.

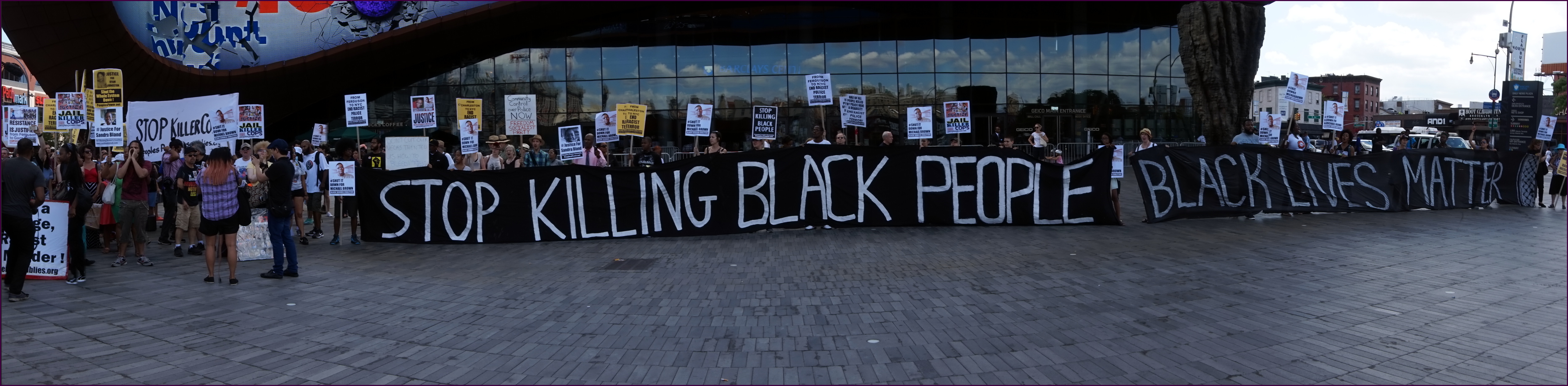
Gedenkfeier der Black-Lives-Matter-Bewegung zum ersten Todestag von Michael Brown sowie den darauf folgenden Unruhen in Ferguson am Barclays Center in Brooklyn

Im September legten BLM-Aktivisten Straßen in Toronto (Kanada) still, hielten Kundgebungen gegen Polizeibrutalität und brachten ihre Solidarität mit den Leben marginalisierter Schwarzer zum Ausdruck. Black Lives Matter spielte eine Rolle in der Take-Back-the-Night-Veranstaltung in Toronto. In Austin (Texas) protestierten mehr als fünfhundert BLM-Aktivisten gegen Polizeibrutalität, einige trugen zeitweise Protesttransparente auf die Interstate 35. In Baltimore (Maryland) demonstrierten BLM-Aktivisten, als Anhörungen zum Fall Freddie Gray begannen. In Sacramento (Kalifornien) protestierten ungefähr achthundert BLM-Aktivisten, um einen Gesetzesentwurf im Senat von Kalifornien zu unterstützen, der die Aufsicht über die Polizei verstärken würde. BLM protestierten gegen die Tötung von Jeremy McDole.

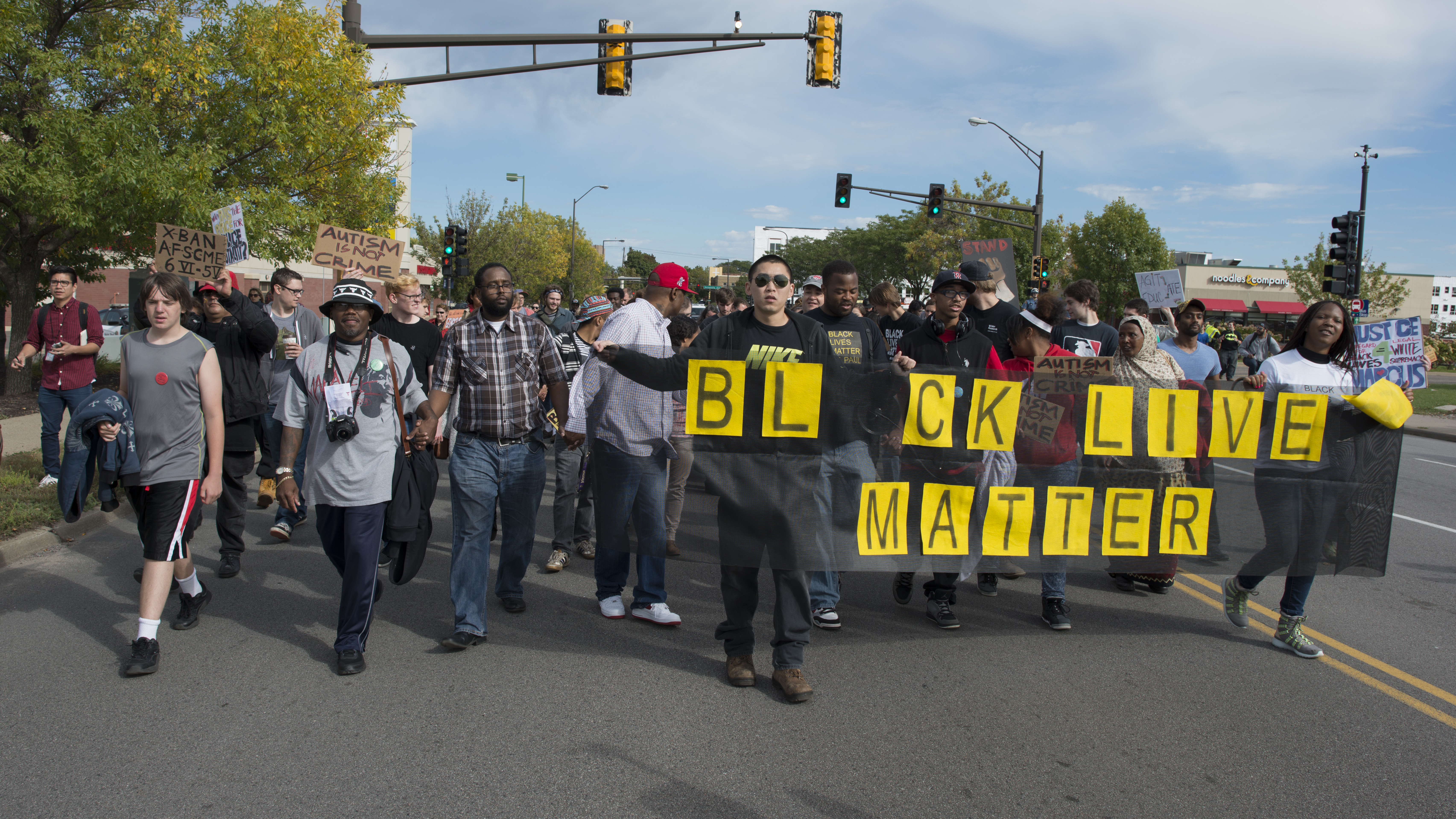
Black Lives Matter demonstrieren gegen Polizeibrutalität in St. Paul an der Metro Green Line.

Im Oktober wurden Black-Lives-Matter-Aktivisten während einer Demonstration an einer Konferenz von Polizeipräsidenten in Chicago verhaftet. BLM-Mitglieder demonstrierten während einer Sitzung im Rathaus gegen den Bürgermeister von Los Angeles, Eric Garcetti, an einer Kirche im Süden der Stadt. „Rise Up October“ nahm die Black-Lives-Matter-Kampagne ein und brachte mehrere Proteste mit sich. Quentin Tarantino und Cornel West verurteilten im Rahmen von „Rise Up October“ Polizeigewalt. Ein Mitarbeiter eines Dunkin’ Donuts in Providence, Rhode Island schrieb „black lives matter“ auf den Kaffeebecher eines Polizisten, was zu Demonstrationen führte. An der University of California, Los Angeles protestierten Studenten mit dem Motto „Black Bruins Matter“, nachdem mehrere Studenten an einer Fraternity-Party mit Kanye-West-Thema Blackface getragen hatten.
 Im November demonstrierten BLM-Aktivisten nach der Tötung von Jamar Clark durch Beamte des Polizeidepartments in Minneapolis. Später im gleichen Monat, nach kontinuierlichen Demonstrationen am Polizeirevier des 4. Bezirks in Minneapolis, wurde ein Protestmarsch im Gedenken an Jamar Clark veranstaltet, der vom 4. Polizeirevier in das Stadtzentrum Minneapolis führte. Nach dem Marsch tauchten maskierte Männer auf, die Schusswaffen trugen und begannen, den Demonstranten rassistische Beleidigungen zuzurufen. Nachdem die Demonstranten die Bewaffneten gebeten hatten, sich zurückzuziehen, eröffneten diese das Feuer und schossen fünf der Demonstranten an. Die Verletzungen der Angeschossenen mussten medizinisch behandelt werden, waren aber nicht lebensbedrohlich. Die Angreifer flohen vom Schauplatz des Zwischenfalls, wurden später jedoch gefasst und verhaftet. Die Festgenommenen waren junge Männer, ein Weißer und einer lateinamerikanischer Herkunft, beide vermutlich Anhänger der White-Supremacy-Ideologie. Black-Lives-Matter-Demonstranten marschierten an der Bibliothek am Dartmouth College unter Ausrufen von „Black Lives Matter!“. Kritiker meinten, dies grenze an Belästigung, während weiße Demonstranten darauf bestanden, dass ihre Aktivitäten gewaltlos seien.
Im Dezember 2015 fanden Black-Christmas-Demonstrationen statt.

### 2016
Am 7. Juli kam es anlässlich einer Demonstration in Dallas wegen zwei Tötungen innerhalb von 48 Stunden durch Polizisten an den beiden Afroamerikanern Alton Sterling in Baton Rouge, Louisiana und Philando Castile in Falcon Heights, Minnesota, bei einer BLM-Demonstration zu Schüssen auf die die Demonstration begleitenden Polizisten. Dabei wurden 5 Beamte getötet und 7 zum Teil lebensgefährlich verletzt.
Laut Angaben des Polizei-Chefs schossen dabei von Abseits der Demonstration mehrere Heckenschützen auf elf Polizisten. Bei dem darauf folgenden Schusswechsel mit der Polizei starb ein Angreifer; mehrere Verdächtige wurden festgenommen.
Polizeichef David Brown gab an, einer der Täter habe geäußert, Ziel sei es gewesen, insbesondere „möglichst viele weiße Polizisten zu töten oder zu verletzen.“ Der Täter habe sich von der Demonstration distanziert. Er sei wütend auf die BLM-Bewegung, habe alleine gehandelt und gehöre keiner Gruppe an.
Nach den Schüssen von Dallas weiteten sich die Proteste nach Europa aus. In London kamen über 1000, in Berlin und Amsterdam je etwa 500 Menschen zu Demonstrationen, um die BLM-Bewegung zu unterstützen.

### 2020

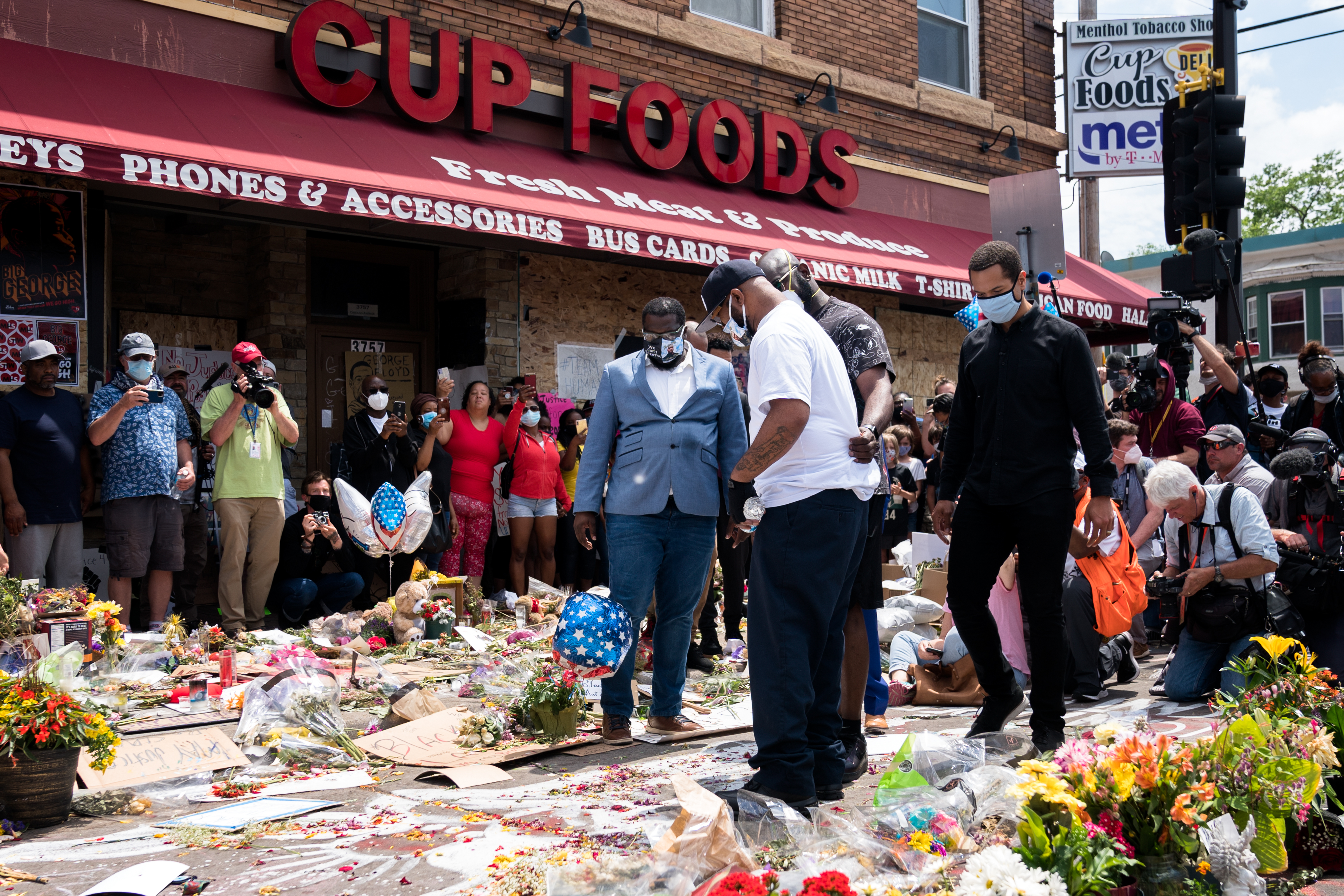
Terrence Floyd an dem zu einem Gedenkort gewordenen Platz, wo sein Bruder George von Polizisten getötet wurde (Minneapolis, Juni 2020)

Nachdem der Afroamerikaner George Floyd im Verlauf einer gewaltsamen Festnahme am 25. Mai 2020 in Minneapolis getötet worden war, begannen dort am Folgetag ausgedehnte Demonstrationen gegen Polizeigewalt und Rassismus, gefolgt von zahlreichen anderen Städten in den USA. Nach einigen Fällen von Plünderungen von Geschäften und Brandstiftungen in manchen Städten wurde dort eine nächtliche Ausgangssperre verhängt und in einzelnen Bundesstaaten die Nationalgarde aktiviert. Präsident Trump verurteilte den tödlichen Polizeieinsatz gegen Floyd, ging aber nicht weiter auf die Fälle von Polizeigewalt ein und kündigte zugleich an, das Militär im Inland einsetzen zu wollen, wobei er insbesondere die Städte und Bundesstaaten unter Führung von Politikern der Demokratischen Partei verbal angriff.

Zugleich wurden während der Proteste weitere Fälle von Polizeigewalt bekannt, die teils zu Suspendierungen, Entlassungen und Anklageerhebungen führten. Mehrere Bundesstaaten und Städte untersagten Polizisten den Einsatz des Würgegriffs, von Tränengas und Gummigeschossen und kündigten Reformen der Polizei an. Nach ersten Schritten der Stadtverwaltung von Minneapolis zur Einschränkung von Polizeibefugnissen wurden auch aus anderen Städten Überlegungen und Pläne bekannt, bislang der Polizei zugewiesene Mittel stattdessen an Organisationen und Initiativen aus dem zivilen Bereich zu überweisen, wie z. B. Nachbarschaftshilfe, Bildungsprogramme, Sozialarbeit, Gesundheitswesen u. ä. 

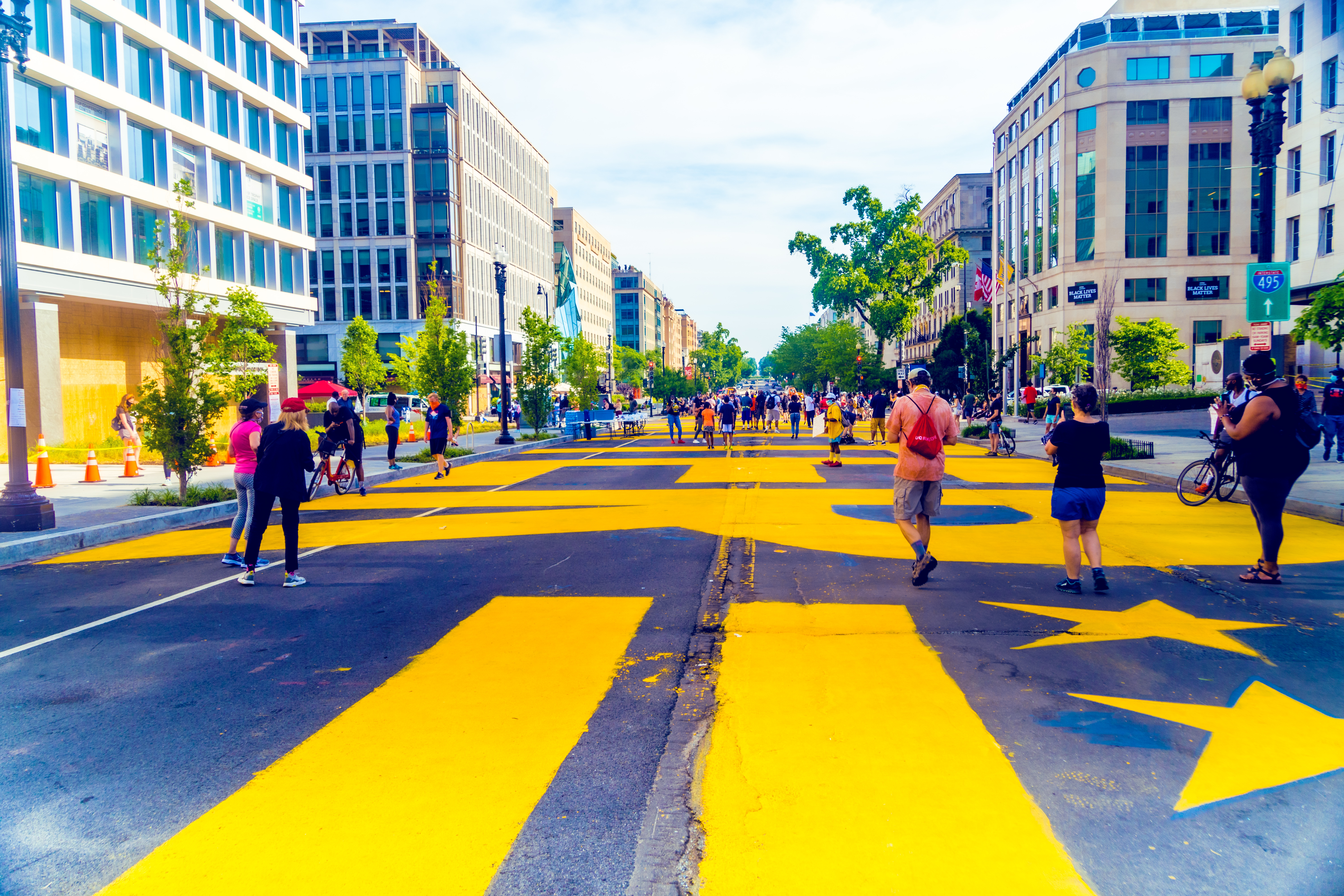
BLACK LIVES MATTER, Schriftzug auf der 16. Straße in Washington, D.C. (Juni 2020)

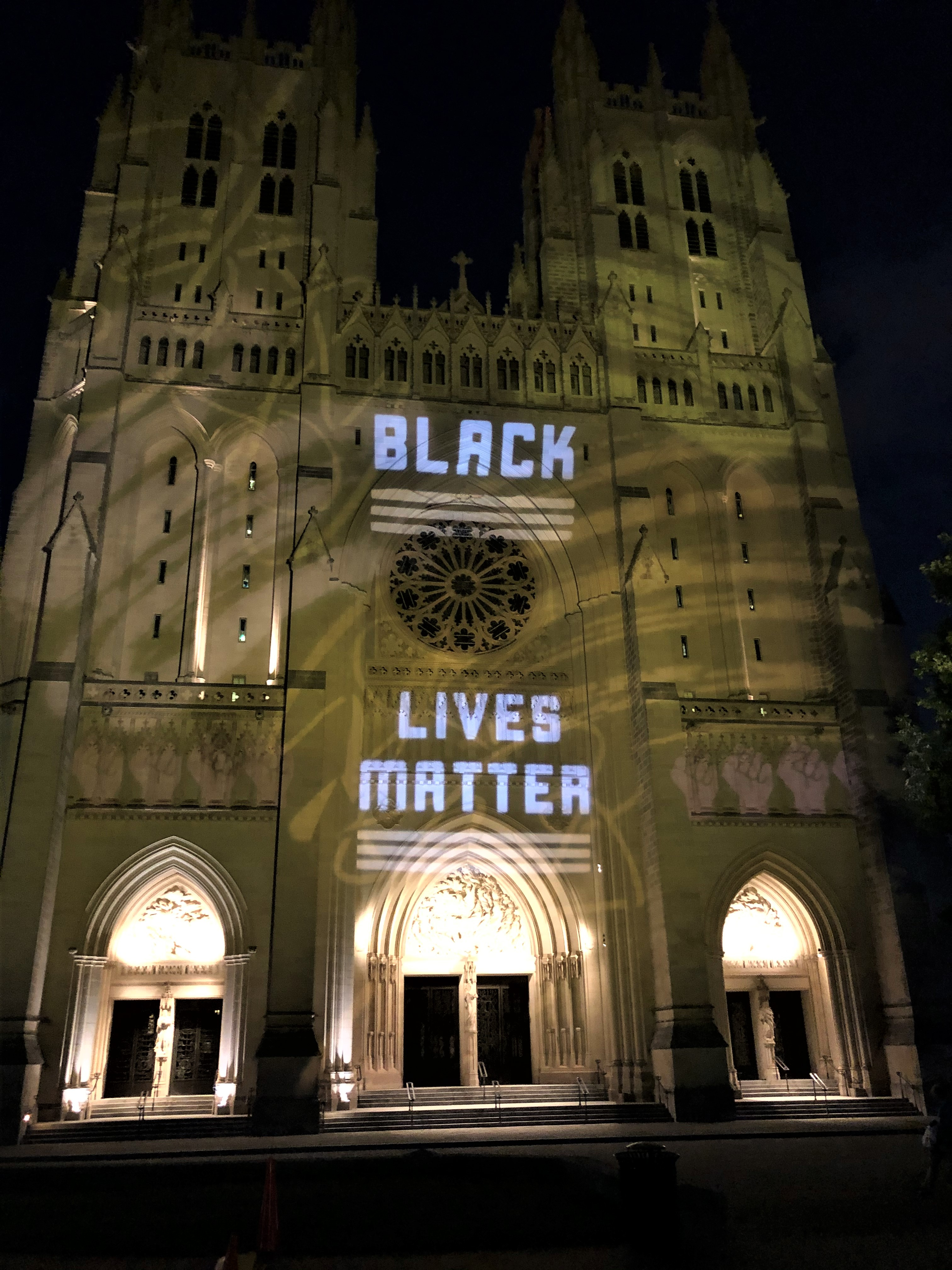
Fassade der Washington National Cathedral, 10. Juni 2020

In Washington, D.C. wurde Anfang Juni auf Initiative der Stadtverwaltung auf der zum Weißen Haus führenden 16. Straße über die Länge mehrerer Häuserblocks in meterhohen gelben Buchstaben der Schriftzug „BLACK LIVES MATTER“ aufgemalt. Am 5. Juni gab Bürgermeisterin Muriel Bowser bekannt, dass die Straßenkreuzung direkt vor dem Zaun zum Amtssitz des Präsidenten nun offiziell den Namen Black Lives Matter Plaza trage. Beides war einerseits ein Protest gegen die Stationierung von Militäreinheiten in der Stadt infolge der Proteste, als auch ein Zeichen der Ablehnung gegenüber Präsident Trump, der diesen Platz vor der St. John’s Episcopal Church am 1. Juni als Fotohintergrund genutzt hatte, wofür dort zuvor eine gewaltlose BLM-Demonstration durch Angehörige der Nationalgarde und der Bundespolizei mit Tränengas und Gummigeschossen aufgelöst worden war. Zahlreiche Gewerkschaften bzw. deren Dachverbände wie etwa die AFL-CIO oder die Amalgamated Transit Union (ATU) verurteilten die Polizeigewalt und die Tötung von George Floyd und solidarisierten sich mit den BLM-Demonstranten. Busfahrer, die in der Gewerkschaft ATU organisiert waren, weigerten sich, festgenommene BLM-Demonstranten auf Anweisung der Polizei abzutransportieren.
Ab Anfang Juni fanden BLM-Proteste auch in Australien, Asien und Europa statt. In Wien kamen am 4. Juni rund 50.000 Menschen zur Demonstration Black Lives Matter Vienna gegen Rassismus und Polizeigewalt und am Folgetag erneut etwa 9.000 zu einem Protest vor der US-Botschaft. Am 6. Juni 2020 demonstrierten nach Polizeiangaben ca. 15.000 Menschen in Berlin und bis zu 25.000 in München gegen Rassismus. In London kam es nach Protesten in verschiedenen Städten im Vereinigten Königreich am 7. Juni zu einer Großdemonstration. In Bristol stürzten Demonstranten die Bronzestatue des Politikers und Sklavenhändlers Edward Colston (1636–1721) vom Sockel und stießen sie ins Hafenbecken. In Antwerpen veranlasste die Stadtverwaltung am 9. Juni die Entfernung einer Statue König Leopolds II. (1835–1909), der für die grausame belgische Herrschaft im Kongo-Freistaat verantwortlich war.

## Präsidentschaftswahl 2016
Im Sommer 2015 begann Black Lives Matter, Politiker wie die Kandidaten der Präsidentschaftswahl 2016 aufzufordern, Stellung zu BLM-Angelegenheiten zu beziehen.

### Einfluss

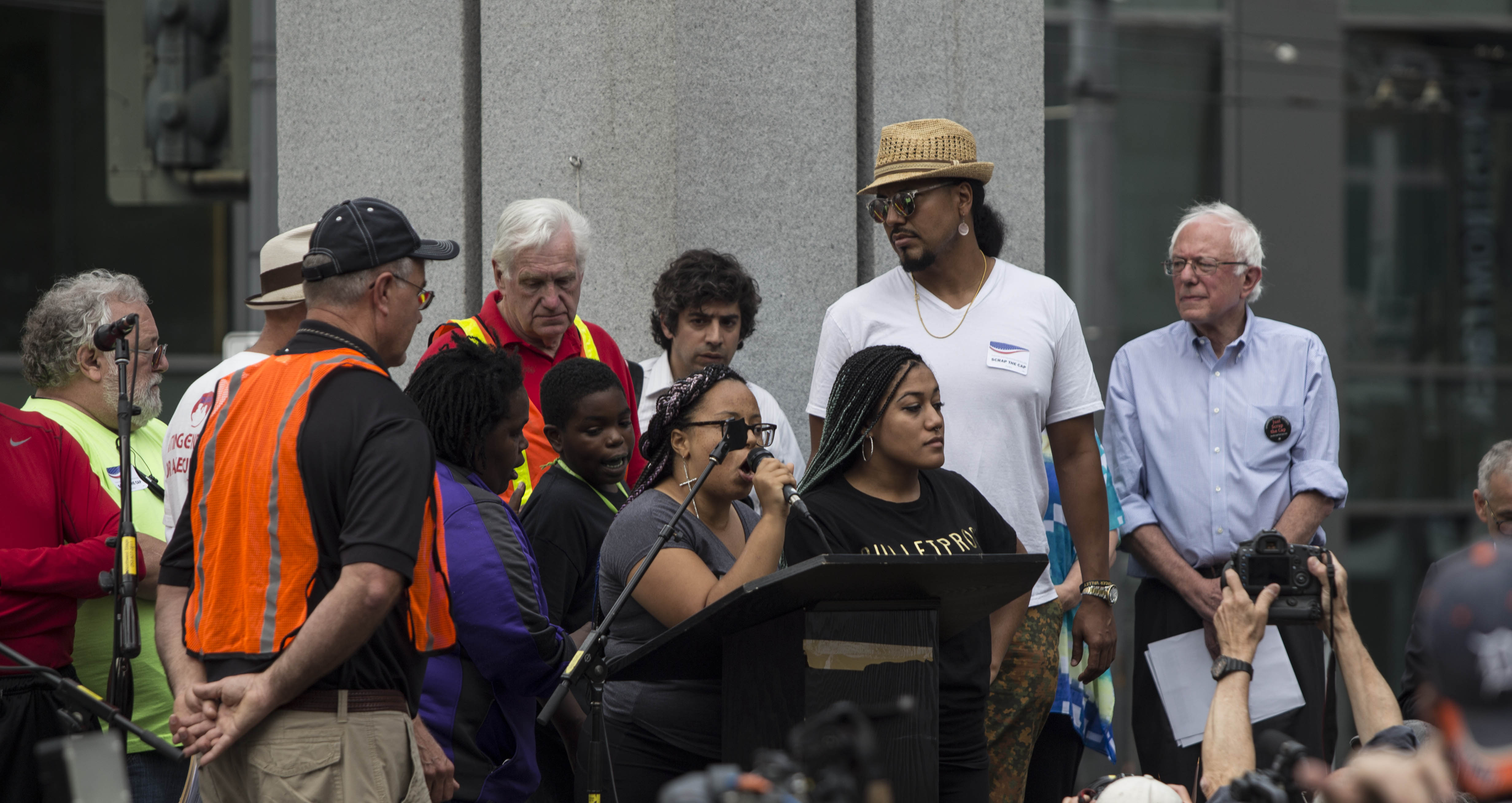
Senator Bernie Sanders und Black-Lives-Matter-Aktivisten im Westlake Park in Seattle

Im August 2015 genehmigte das Democratic National Committee einen Beschluss, Black Lives Matter zu unterstützen. In der ersten demokratischen Debatte wurden die Präsidentschaftskandidaten gefragt, „whether black lives matter or all lives matter“ („ob schwarze Leben zählen oder ob alle Leben zählen“). Bernie Sanders antwortete „black lives matter.“ Martin O’Malley sagte, „Black lives matter“ und, “that the movement is making is a very, very legitimate and serious point, and that is that as a nation we have undervalued the lives of black lives, people of color.” („dass die Bewegung ein sehr, sehr legitimes und wichtiges Argument anbringe, nämlich dass wir als Nation die Leben Schwarzer unterbewertet haben.“) Jim Webb hingegen antwortete: “as the president of the United States, every life in this country matters.” („als Präsident der Vereinigten Staaten zählt jedes Leben in diesem Land.“)
Hillary Clinton wurde nicht die gleiche Frage gestellt, sondern stattdessen: “What would you do for African Americans in this country that President Obama couldn’t?” („Was würden Sie für die Afroamerikaner in diesem Land tun, das Präsident Obama nicht tun konnte?“) In ihrer Antwort drängte Clinton auf die Reform der Strafjustiz und sagte, “We need a new New Deal for communities of color.” („Wir brauchen einen neuen New Deal für die schwarzen Gemeinschaften.“) Clinton hatte sich bereits im August 2015 mit Repräsentanten von Black Lives Matter getroffen und sich skeptisch zur praktischen Anwendbarkeit der Bewegung geäußert.
Die republikanischen Kandidaten äußerten sich größtenteils kritisch zu Black Lives Matter. Im August 2015 nannte Ben Carson, der einzige afroamerikanische Bewerber um das Amt des Präsidenten, die Bewegung „silly“ („albern“). Carson sagte außerdem, dass BLM sich um alle schwarzen Leben kümmern sollte, nicht nur um einige. In der ersten Debatte der republikanischen Präsidentschaftskandidaten, die in Cleveland stattfand, bezog sich lediglich eine Frage auf Black Lives Matter. Auf die Frage hin erkannte Scott Walker Black Lives Matter nicht an und empfahl eine angemessene Ausbildung für Gesetzeshüter. Scott Walker warf der Bewegung vor, eine gegen die Polizei gerichtete Stimmung anzuschüren, während Marco Rubio der erste Kandidat war, der öffentlich mit dem Standpunkt der Bewegung sympathisierte.
Einige konservative Kritiker nannten die Bewegung eine „hate group“ („Hassgruppe“). Der Kandidat Chris Christie, Gouverneur von New Jersey, kritisierte Präsident Obama dafür, dass dieser BLM unterstütze, und sagte, die Bewegung rufe zum Mord an Polizisten auf, was von den Verbänden der NAACP und ACLU in New Jersey verurteilt wurde.
Black-Lives-Matter-Aktivisten forderten das Democratic National Committee und das Republican National Committee dazu auf, eine Debatte der Präsidentschaftskandidaten mit Fokus auf Rassenungleichheit zu veranstalten. Beide Parteien lehnten allerdings ab, den Zeitplan der Debatten zu ändern; stattdessen unterstützen sie die Ausrichtung von Diskussionsforen und Fragestunden.

### Proteste

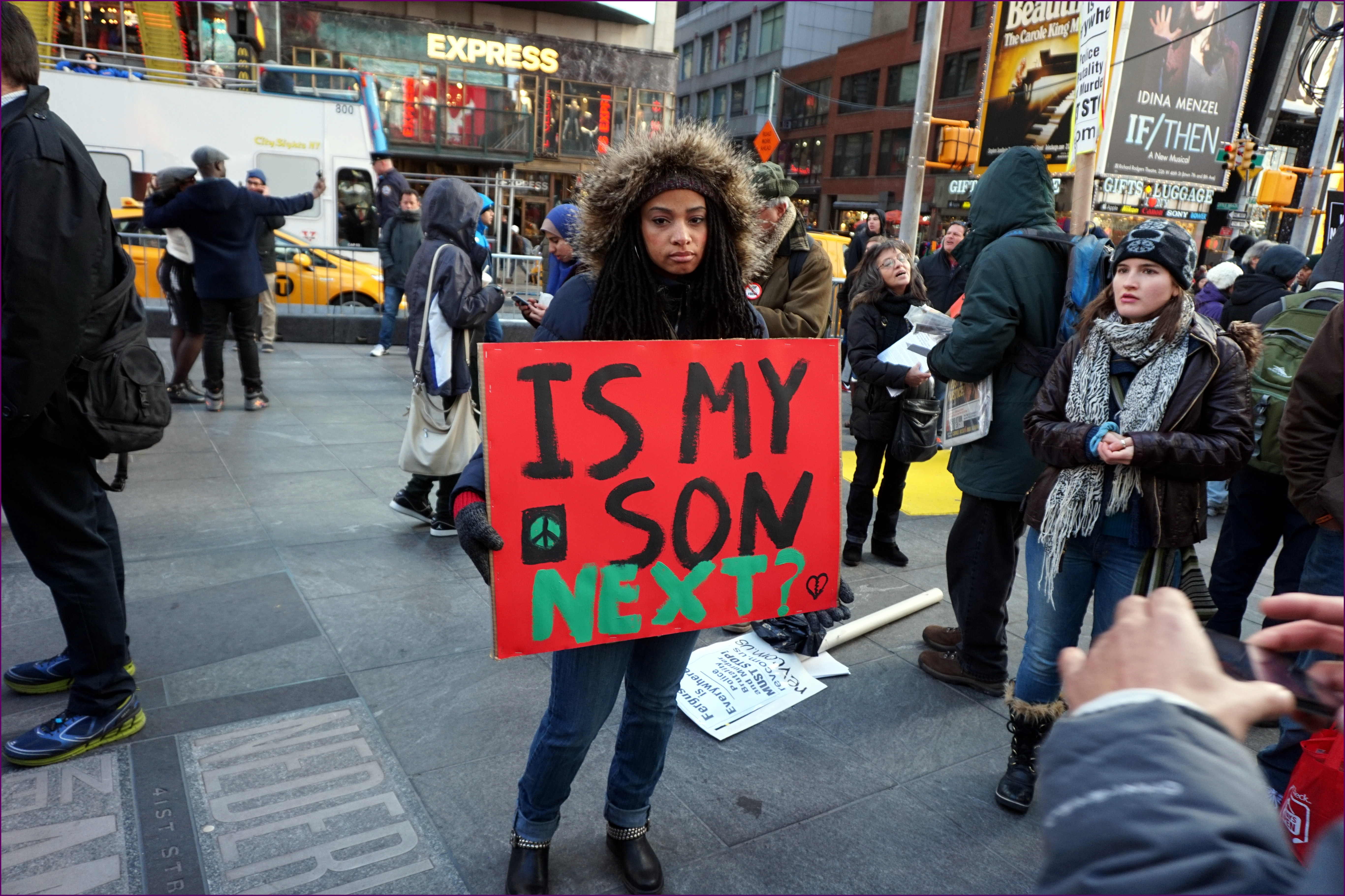
Black Lives Matter zum Black Friday 2014 am Times Square

An der Netroots Nation Konferenz im Juli 2015 führte Black-Lives-Matter-Mitbegründerin Patrisse Cullors einen Protest an, bei dem sie „Burn everything down!“ („Brennt alles nieder!“) rief und Reden von Martin O’Malley und Bernie Sanders unterbrochen wurden. Später im Laufe der Veranstaltung schrien Demonstranten und buhten Martin O’Malley aus, als er sagte „Black lives matter. White lives matter. All lives matter.“, („Schwarze Leben zählen. Weiße Leben zählen. Alle Leben zählen.“). O’Malley entschuldigte sich später für seine Bemerkungen und erklärte, er habe der schwarzen Gemeinschaft gegenüber nicht respektlos sein wollen.
Am 8. August 2015 wurde eine Rede des demokratischen Präsidentschaftskandidaten und Bürgerrechtsaktivisten Bernie Sanders durch eine Gruppe von Black Lives Matter Seattle unterbrochen, unter anderem von der Mitgründerin des Ortsverbands Marissa Johnson, die die Bühne betrat, ihm das Mikrofon wegnahm und seine Unterstützer Rassisten und White Supremacists nannte. Sanders erstellte daraufhin eine Diskussionsplattform. Nikki Stephens, die Betreiberin einer Facebookseite mit dem Titel Black Lives Matter: Seattle veröffentlichte eine Entschuldigung an die Bernie-Sanders-Anhänger, in der sie erklärte, dass diese Aktionen nicht ihr Verständnis von Black Lives Matter darstellen. In der Folge erhielt sie Nachrichten von Mitgliedern des Seattle-Ortsverbands, die sie als bedrohlich beschrieb, und war gezwungen, den Namen der Gruppe zu „Black in Seattle“ („Schwarz in Seattle“) zu ändern.
Im August unterbrachen Aktivisten unter „Black Lives Matter“-Sprechchören die Kundgebung des republikanischen Präsidentschaftskandidaten Jeb Bush in Las Vegas. Als Bush die Veranstaltung vorzeitig verließ, begannen einige seiner Unterstützer den Demonstranten zu antworten, indem sie „White lives matter“ („Weiße Leben zählen.“) und „All lives matter“ („Alle Leben zählen.“) riefen. Im Oktober wurde eine Rede von Hillary Clinton in Atlanta zur Reform der Kriminaljustiz und Rassenthemen von BLM-Aktivisten unterbrochen.
Im November wurde ein BLM-Demonstrant bei einer Trump-Kundgebung in Birmingham, Alabama tätlich angegriffen. Als Antwort darauf sagte Trump, „maybe he should have been roughed up because it was absolutely disgusting what he was doing“ („Vielleicht musste er aufgemischt werden, weil es absolut abscheulich war, was er tat.“). Trump hatte bereits zuvor gedroht, alle Black-Lives-Matter-Demonstranten zu bekämpfen, sollten sie versuchen, bei einer seiner Veranstaltungen zu sprechen.

## Rezeption und Kontroversen

### Afroamerikaner
Afroamerikanische Kritiker der Bewegung sind unter anderem der Neurochirurg und republikanische Präsidentschaftskandidat Ben Carson, der Pfarrer Johnathan Gentry der „West Angeles Church of God in Christ“ und Autorin und Pfarrerin Barbara Ann Reynolds. Carson führte dabei die überwiegende Gewaltkriminalität innerhalb der schwarzen Community an, welche er auf den höheren Anteil an Armen, Sozialhilfeempfängern und Alleinerziehenden zurückführte. Einige schwarze Anführer der Bürgerrechtsbewegung übten Kritik an der Taktik von BLM. Der Ökonomie-Professor Glenn Loury warnte vor einem Fokus auf Fälle weißer Polizeigewalt gegenüber Schwarzen, da dies die andere Seite nur dazu einlade, die Gewaltstatistik anzuführen: In dieser seien Schwarze deutlich überrepräsentiert. Sinnvoller sei es, für gerechtere soziale Strukturen zugunsten aller Hautfarben zu kämpfen. Als Beispiel nannte er u. a. eine Verbesserung der frühkindlichen Bildung.
Nach einer Welle gewaltsamer Ausschreitungen am Unabhängigkeitstag 2020, in deren Verlauf die achtjährige Secoriea Turner erschossen wurde, appellierte die Bürgermeisterin von Atlanta, Keisha Lance Bottoms, an die Bevölkerung, sich auf das „Black Lives Matter Movement“ zu konzentrieren und sich nicht untereinander zu bekämpfen. Der Unterschied zwischen heute und der Zeit der Bürgerrechtsbewegung sei, dass es damals einen gemeinsamen Gegner gegeben habe, während der Gegner heute auch in den eigenen Reihen stünde: Secoriea Turner sei nicht von einem Polizeibeamten erschossen worden, sondern von zwei Feiglingen, die sich immer noch in ihrer Community aufhalten würden. Sie kündigte an, das Wendy’s, in dem sich vor der Tat bewaffnete Gruppen sammelten, und dessen Umgebung auszuräumen. Der Vater des getöteten Mädchens beklagte, die Täter würden zwar „black lives matter“ sagen, ihre eigenen aber töten.

### Nahostkonflikt und Vorwurf des Antisemitismus
Bei einigen Demonstrationen von Black Lives Matter kam es vereinzelt zu gezielten Angriffen auf Synagogen, jüdische Ladenbesitzer und andere jüdische Einrichtungen. Die Bewegung wurde aufgefordert, sich stärker von derartigen Vorgängen zu distanzieren. Kritisiert wurde dabei auch die manichäische Weltsicht vieler Aktivisten, die von einer klaren dichotomischen Einteilung der Welt in Unterdrücker- und unterdrückte „Rassen“ ausgingen und Juden dabei in erster Linie als Weiß und als Unterdrücker darstellen. Jonathan Greenblatt, Direktor der Anti-Defamation League (ADL), wendete sich aber in einem Statement aus dem Jahre 2020 gegen Versuche, die BLM-Bewegung in ihrer Gesamtheit „als antisemitisch zu diffamieren“, auch wenn es einzelne lokale Gruppen gibt, die er für antisemitische Rhetorik kritisiert. Jedoch erinnerte Greenblatt daran, dass BLM eine Bottom-up-Bewegung mit einer Vielzahl diverser Stimmen sei und es falsch wäre, die Bewegung anhand ihrer extremsten Äußerungen zu messen.
Im Nahostkonflikt verbinden viele BLM-Aktivisten ihren Kampf gegen Unterdrückung und Polizeibrutalität mit dem Anliegen der Palästinenser. Nach dem Terrorangriff der Hamas auf Israel am 7. Oktober 2023 veröffentlichten manche unabhängig betriebene Ortsgruppen von BLM Inhalte, die von der ADL als antisemitisch kritisiert wurden. So etwa BLM Chicago das Bild eines Paragleiters, begleitet von dem Spruch „I stand with Palestine!“. Dabei handelte es sich um eine Anspielung auf die Fluggeräte, mit denen Hamas-Terroristen nach Israel eindrangen, um auf einem Musikfestival bei Re’im viele Menschen zu töten.

### Polizei
Sheriff David A. Clarke, Jr. aus dem Milwaukee County sprach sich gegen Black Lives Matter aus und behauptete, dass es in den USA kein Problem mit Polizeibrutalität gäbe (“there is no racism in the hearts of police officers”) (deutsch „es gibt keinen Rassismus im Herzen von Polizisten“). Ein Polizeipräsident in North Carolina trat indes zurück, nachdem er BLM eine Terroristengruppe genannt hatte. Ein Polizist in Oregon wurde vom Streifendienst entfernt, nachdem er in den Social Media in Bezug auf eine geplante BLM-Veranstaltung geäußert hatte, er müsse „babysit these fools“ (deutsch „diese Idioten babysitten“).
Laut einer Gallup-Studie von 2020 fühlt sich zwar die Mehrheit der Afroamerikaner korrekt von der Polizei behandelt, diese Mehrheit ist jedoch deutlich kleiner als bei allen anderen Bevölkerungsgruppen (61 % aller Afroamerikaner vs. 91 % aller weißen Amerikaner). Nach einer Untersuchung von Yahoo/YouGov unterstützen die meisten Afroamerikaner ebenso wie eine Mehrheit der amerikanischen Gesamtbevölkerung eine Reihe von Polizeireformen – unabhängige Untersuchungsstellen bei Polizeigewalt, Verbot von Racial Profiling, bessere Polizeiausbildung zu Deeskalation, verpflichtende Körperkameras und andere.

#### Der „Ferguson-Effekt“
Einige Berichterstatter und Strafverfolger behaupteten, dass die BLM-Bewegung der Polizei erschwere, ihre Aufgaben zu erfüllen, was zu einem Anstieg der Kriminalität führe. Berichterstatter sprachen in diesem Zusammenhang von dem Ferguson-Effekt. Der FBI-Direktor James B. Comey legte beispielsweise nahe, dass die Bewegung teilweise zu einer landesweiten Zunahme der Kriminalitätsrate führe, da Polizisten sich vom Ausüben ihres Berufs zurückzögen. Andere hinterfragten daraufhin die Stichhaltigkeit des „Ferguson-Effekts“ und wiesen darauf hin, dass vor den Vorgängen in Ferguson noch größere Spitzen in der Kriminalität vorgekommen waren. Auch sonst konnte eine direkte Kausalität zwischen den Protesten und einem Anstieg der Kriminalität verworfen werden. Experten wiesen darauf hin, dass der Effekt hingegen durchaus positiv gedeutet werden könne, nämlich als Zeichen, dass die Polizei auf die Kritik reagiere und ihre Ressourcen gezielter einsetze.

#### Die Forderung „Defund the police“

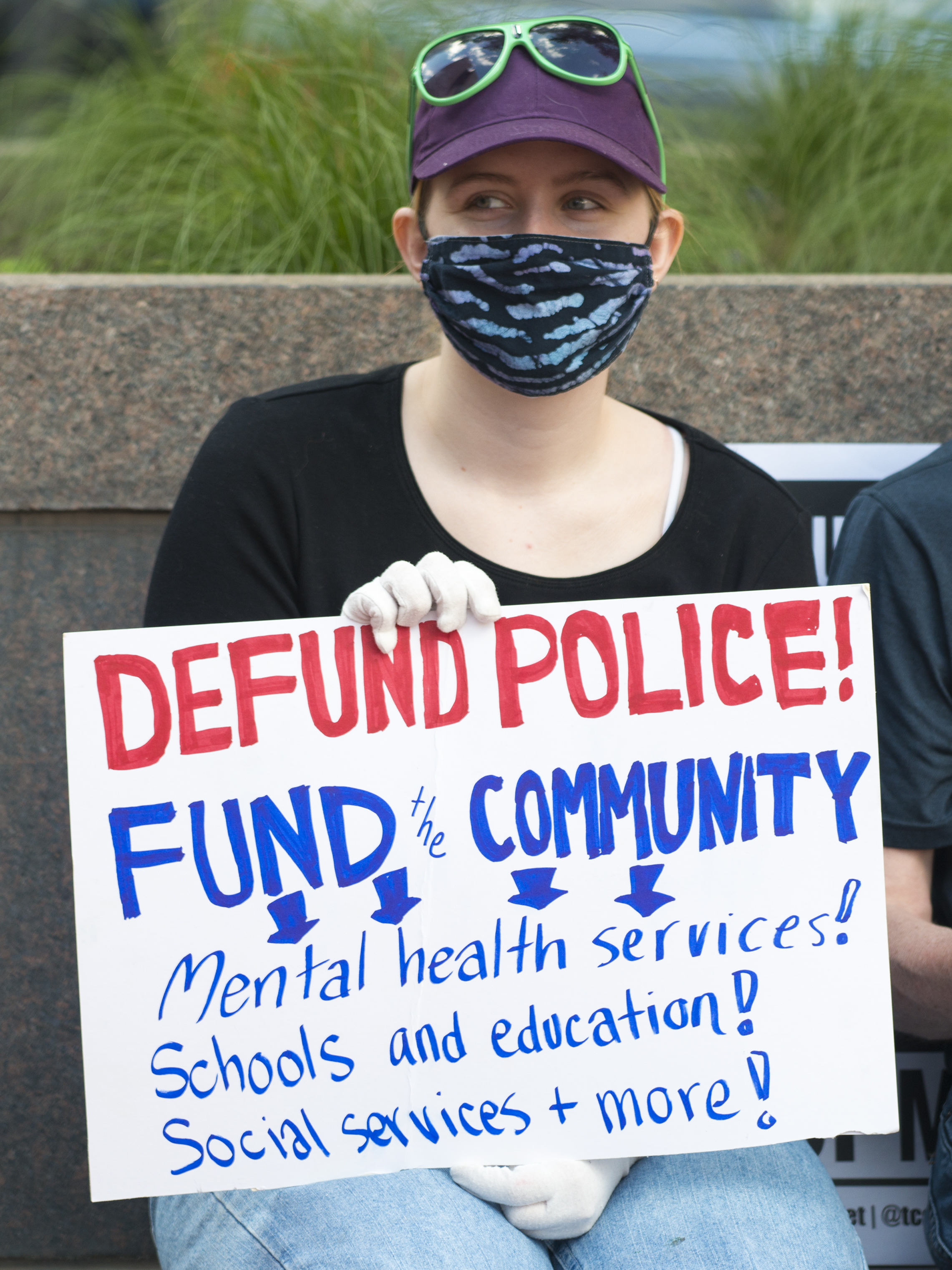
Protester in Minneapolis on June 11, 2020

Nach dem Tod George Floyds, verursacht durch weiße Polizisten im Mai 2020, flammte die Empörung über rassistische Strukturen innerhalb des Staates und seines Exekutivorgans Polizei wieder auf. Während der Proteste wurde die Forderung „Defund the police“ (deutsch „Entzieht der Polizei die Finanzierung“) erhoben. Dahinter steckt der Wunsch nach mehr Bürgerrechten durch eine Umstrukturierung des Staates: So soll das Polizeibudget gekürzt werden, um freigewordene Gelder an soziale Organisationen wie Sozialdienste, Jugendhilfe, Wohnungsbau, Bildung, Gesundheitsfürsorge und andere Gemeinschaftsressourcen zu geben und somit die öffentliche Sicherheit durch Unterstützung der Gemeinschaft zu gewährleisten. Die Bezeichnung „Defund“ wurde dafür kritisiert, einen falschen Eindruck von den Zielen der Bewegung zu vermitteln, da es nicht darum gehe, wie die Bezeichnung fälschlicherweise nahelegen würde, die Polizei komplett abzuschaffen.
Bereits in den 1970er Jahren plädierten Menschen, u. a. die Bürgerrechtlerin Angela Davis, für eine Reform gesellschaftlicher Strukturen. 81 % aller Afroamerikaner wünschen sich aber dieselbe oder mehr Polizeipräsenz in ihren Nachbarschaften, nicht weniger. In einer Gallup-Studie von 2015 waren Afroamerikaner sogar die Bevölkerungsgruppe, die sich am meisten für eine Erhöhung der Polizeipräsenz einsetzte – aber auch für eine Reform der Polizeiarbeit und besseren Umgang der Polizei mit Minderheiten forderte. Auch ein Großteil der gewählten afroamerikanischen Politiker lehnt die Forderung „Defund the police“ ab. In einer 2020 durchgeführten Umfrage von Yahoo/YouGov lehnen die meisten Amerikaner Forderungen nach Abschaffung oder Geldentzug für die Polizei zwar ebenso ab; eine Umfrage von PerryUndem aus demselben Jahr zeigte allerdings, dass die Mehrheit der Amerikaner durchaus den Vorschlag unterstützen würden, Teile der Steuergelder, die aktuell zur Finanzierung der Polizei eingesetzt werden, für andere Zwecke wie für soziale Organisationen umzuleiten. Die Wiederverwendung des eingesparten Budgets war bei PerryUndem – anders als bei Yahoo/YouGov – mit in der Fragestellung enthalten.

### Instrumentalisierung durch Konzerne
Auch zahlreiche Konzerne wie Walmart, Amazon und McDonald’s solidarisierten sich vermeintlich mit den von Rassismus betroffenen Menschen und kündigten beispielsweise weitere Diversity Trainings für ihre Mitarbeiter an. Der Historiker und Aktivist Toni Gilpin bezeichnete dies im Jacobin jedoch als heuchlerisch, da diese Konzerne in der Praxis wenig tun würden, um strukturelle Diskriminierung zu überwinden. Diese Solidaritätsbekundungen und oberflächlichen Maßnahmen wie Diversity Trainings seien bloß eine Ablenkung, um echte strukturelle Veränderungen zu verhindern und die Macht der Konzerne zu erhalten, damit diese weiterhin durch ausbeuterische Maßnahmen und Zerschlagung von Gewerkschaften (was insbesondere People of Color schwer beeinträchtige) ihre überlegene und privilegierte Stellung aufrechterhalten könnten.
Für viel Kritik sorgte eine Fernsehwerbung von Pepsi im Jahre 2017, die Bilder der Protestbewegung Black Lives Matter aufgriff und mit einer positiven Botschaft von Einigkeit, Frieden und Verständigung verband. Die Werbung wurde von Aktivisten dafür kritisiert, die Proteste zu trivialisieren und die Realität der Afroamerikaner zu verklären.

## Widersacher und Gegenbewegungen

### „All Lives Matter“
Einige reagierten auf die Black-Lives-Matter-Bewegung, indem sie dagegen hielten, dass die Formulierung „All Lives Matter“ (Deutsch „Alle Leben zählen“) ein passenderer Name wäre. Tim Scott verteidigte die Nutzung des Ausdrucks „All Lives Matter“. Macklemore & Ryan Lewis kritisierten diese Formulierung in ihrem Lied „White Privilege II“, indem sie einen BLM-Aktivisten sampelten, der mit einer Metapher argumentiert: “if there’s a subdivision and a house is on fire … the fire department wouldn’t show up and put water on all the houses because all houses matter, they would show up and turn on their water on the house that was burning because that’s the house that needs help the most” (Deutsch „wenn in einer Wohnsiedlung ein Haus brennt, würde die Feuerwehr nicht alle Häuser mit Wasser löschen, weil alle Häuser zählen. Sie würde ihr Löschwasser auf das Haus richten, das brennt, denn das ist das Haus, das die Hilfe am meisten benötigt.“).
Dies war ein Teil der Reaktion von Aktivisten und Persönlichkeiten, die den Ausdruck „All Lives Matter“ hinterfragten. Auf Real Time with Bill Maher beispielsweise drückte Bill Maher seine Unterstützung für die Formulierung „Black Lives Matter“ aus, indem er darlegte, dass „All Lives Matter“ „implies that all lives are equally at risk, and they’re not“ (Deutsch „‚All Lives Matter‘ impliziert, dass alle Leben gleichermaßen bedroht sind und das sind sie nicht.“). Die Gründer reagierten auf Kritik an der Exklusivität der Bewegung, indem sie erklärten “#BlackLivesMatter doesn’t mean your life isn’t important – it means that Black lives, which are seen without value within White supremacy, are important to your liberation” (Deutsch „#BlackLivesMatter heißt nicht, dass dein Leben nicht zählt – es heißt, dass schwarze Leben, die innerhalb der weißen Vorherrschaft als wertlos angesehen werden, wichtig für deine Befreiung sind“). In einem Videointerview mit Laura Flanders argumentierte Garza, dass “changing Black Lives Matter to All Lives Matter is a demonstration of how we don’t actually understand structural racism in this country” (Deutsch „Black Lives Matter zu All Lives Matter zu ändern ist ein Beweis dafür, dass wir den strukturellen Rassismus in diesem Land nicht verstehen.“). Weiterhin legte sie dar, dass andere Leben mehr wertgeschätzt sind als schwarze Leben, was sie als sehr falsch empfindet, und dass das Entfernen von „schwarz sein“ aus dieser Diskussion unangebracht sei.
Die Bewegung ficht die „verallgemeinernde Politik“ an, die in der Idee eines „Post-Rassen-Amerika“ ausgedrückt wird. Die Formulierung „All Lives Matter“ bringt laut Wissenschaftler David Theo Goldberg eine Einstellung von „racial dismissal, ignoring, and denial“ (Deutsch „einem Verwerfen, Ignorieren und Verleugnen der Rassen-Problematik“) zum Ausdruck.
Der damalige Präsident der Vereinigten Staaten, Barack Obama, äußerte sich 2015 zur Debatte „Black Lives Matter“ versus „All Lives Matter“: “I think that the reason that the organizers used the phrase Black Lives Matter was not because they were suggesting that no one else’s lives matter … rather what they were suggesting was there is a specific problem that is happening in the African American community that’s not happening in other communities.” (Deutsch „Ich glaube, dass der Grund, dass die Organisatoren den Ausdruck ‚Black Lives Matter‘ benutzt haben, nicht war, weil sie meinen, dass die Leben anderer nicht zählen, … sondern dass sie darauf hinweisen, dass es in der afroamerikanischen Gemeinschaft ein spezifisches Problem gibt, das es in anderen Gemeinschaften nicht gibt.“). Er sagte weiterhin, “that is a legitimate issue that we’ve got to address” (Deutsch „das ist eine legitime Angelegenheit, mit der wir uns beschäftigen müssen.“).

### „White Lives Matter“
Als Antwort auf „Black Lives Matter“ wurden Facebook-Seiten unter dem Slogan „White Lives Matter“ erstellt. Sie behaupteten, „weiße Studentenvereinigungen“ zu repräsentieren, und zogen Verbindungen zu Universitäten in den USA. Bei vielen der Gruppen wurde jedoch festgestellt, dass es sich um keine offiziell bei der betreffenden Universität registrierten Studentenvereinigungen handelt. Der Slogan „White Lives Matter“ gilt laut ADL inzwischen als Erkennungszeichen von Anhängern einer White-Supremacy-Ideologie.

### „Blue Lives Matter“
Als Gegenbewegung zu Black Lives Matter wurde von Polizisten der Hashtag #BlueLivesMatter ins Leben gerufen.

### „Proud Boys“
Die „Proud Boys“, eine Gruppe gewaltbereiter, neofaschistischer Männer, störten unter anderem mehrere „Black Lives Matter“-Demos. Ihr damaliger Anführer Enrique Tarrio wurde 2021 zu einer fünfmonatigen Haftstrafe verurteilt, weil er einen „Black Lives Matter“-Banner verbrannt hatte.

## Darstellung in den Medien
- Black Lives Matter erschien in einer Episode von Law & Order: Special Victims Unit.[1][27]
- Die US-amerikanische Fernsehserie Scandal stellte Black Lives Matter in ihrer Episode vom 5. März 2015 dar, in der ein unbewaffneter schwarzer Teenager von einem Polizisten erschossen wurde.[210]
- Der dokumentarische Kurzfilm Bars4Justice enthielt einen kurzen Auftritt unterschiedlicher Aktivisten und Musiker, die mit der Black-Lives-Matter-Bewegung in Verbindung stehen. Der Film gehörte zur offiziellen Auswahl des 24. jährlichen Pan African Film Festival.
- Macklemore & Ryan Lewis rappten und sampelten Protest-Sprechchöre in ihrer Single „White Privilege II“, unter anderem den namensgebenden Sprechchor „black lives matter“ sowie „it’s not about you!“ (deutsch „es geht nicht um dich!“) und „no justice, no peace“ (deutsch „keine Gerechtigkeit, kein Frieden“).
- Auf das Motto „This is Not a Moment, but a Movement.“ der Black-Lives-Matter-Bewegung wird in dem Musical Hamilton im Lied „My Shot“ Bezug genommen (“This is not a moment, it’s the movement”).[211]
- 2016 erregte ein italienisches Restaurant in New Mexico mit einem Wortspiel an seiner Gebäudefassade Aufsehen. Darauf war der Werbeslogan zu lesen „Black Olives Matter. Try our Tapenade“ („Schwarze Oliven zählen. Probieren Sie unsere Tapenade.“). Nachdem das Restaurant zahlreiche Beschwerden erhalten hatte, wurde die Werbung entfernt.[212]
- Jasmina Kuhnkes zweiter Roman White Lives Matter (2024) handelt von einer weißen Frau, die nach Diskriminierungserfahrungen die Bewegung White Lives Matter gründet.[213]